# めちゃ×2イケてるッ!のコーナー
めちゃ²イケてるッ!のコーナーでは、フジテレビ系列のバラエティ番組『めちゃ²イケてるッ!』のコーナーを解説する。
これらはいずれもほとんどが本家の番組のパロディで、かつ本家の番組タイトルをもじって名付けられた。
本項目で示す放送期間はあくまでフジテレビ（関東地区）のもの。
- THE STAMP SHOW!!
- 七人のしりとり侍
- 単位上等!爆走数取団
- 笑わず嫌い王決定戦
- クイズ濱口おさる
- クイズ$マジオネア
- 恋のかま騒ぎ
- シンクロナイズドテイスティング
- 爆烈お父さん
- ザ・カルチャータイム
- 山奥〜豚の乱〜
- フジTV警察24時
- 近くへ行きたい
- 矢部浩之の私が総理大臣になったら…秘書岡村。
- おかもんたの朝メチャッ!
- やべ分太一・小美輪明宏・江頭2時50分 エガシラの泉
- プレッシャー星人
- 幸子の寝室
- お笑い芸人歌がへたな王座決定戦スペシャル

その他企画については、めちゃ²イケてるッ!の企画、オカレモンを参照。なおコーナーが非常に多いため、数回のみ放送されたコーナーなどは省略する。

## 出演者の内訳
- 岡村=岡村隆史
- 矢部=矢部浩之
- 加藤=加藤浩次
- 山本=山本圭壱
- 濱口=濱口優
- 有野=有野晋哉
- 紗理奈=鈴木紗理奈
- 雛形=雛形あきこ
- 光浦=光浦靖子
- 大久保=大久保佳代子
- 武田=武田真治
- 敦士=敦士
- 重盛=重盛さと美
- 後藤=後藤淳平
- 福徳=福徳秀介
- 白鳥=白鳥久美子
- 川村=川村エミコ
- 三中=三中元克

## めちゃイケ号でトーク
1996年10月19日初回のオープニングから始まった番組初期のトークコーナー。『めちゃモテ』の「モテたいッ！トーク」の流れを組み、ゲストを呼んで人生や笑いについて学ぶ。『めちゃモテ』はスタジオで行っていたのに対し、本番組では番組ロゴが飾られた遊覧船での野外ロケに変わっていて、毎回江頭2:50が乱入してくるのが恒例となっていた。
初回のゲスト出演は、笑福亭鶴瓶だった。開口一番、メンバーに『裏、日本シリーズか?（勝負を）捨てとるやないか一発目から!』とツッコミを入れた（この日、裏番組の一つが日本テレビの「日本シリーズ 巨人VSオリックス戦」の中継だったため）。これに対し岡村は『イチロー・松井対策ですよ!』とフォローしていた。
このコーナーには、梅宮辰夫や当時女優の江角マキコなどがゲストとして出演した。形を変えて、フジテレビの球体の中で西城秀樹とトークを行なった。
番組最終回のオープニングでも行われ、小栗旬・綾野剛・錦野旦・テツandトモなどが出演。

## SHORT COOL
1996年～1999年頃の番組初期に放送されていたミニコントコーナー。コントタイトルは、一律で『イケてる◯◯』。コントは、前身番組『とぶくすり』では盛んに行われていたが、『めちゃモテ』では廃止されていた。だが、『めちゃモテ』末期に「モテたいッCONTE』と題された試験的な制作・放送を経て、事実上復活し、『とぶくすり』に参加していなかったメンバーもコントに参加している。『とぶくすり』の流れを汲み、セットは鉄骨に必要最低限の小道具という作り。このコーナーから独立して『イケてる〇〇』のタイトルが外れ、コーナー化したコントもある。このコーナーから『プレッシャー星人』『爆裂お父さん』などが誕生した。
2018年1月2日の72時間ホンネの旅にて、加藤が横須賀社長の扮装として復活した。
コント作品一覧
| 放送日          | No      | サブタイトル               | めちゃイケ大百科事典での記載名 |
| --------------- | ------- | -------------------------- | ------------------------------ |
| 1996年 10月19日 | 1       | イケてる仮面ライダー       | ライダーマン                   |
| 10月26日        | 2       | イケてるパフェ楽屋         | ※記載なし                      |
| 10月26日        | 3       | イケてる仮面ライダー②      | ライダーマン2                  |
| 11月2日         | 4       | イケてるスタンプショー     | THE STAMP SHOW!                |
| 11月9日         | 5       | イケてる矢部家             | たつひろ                       |
| 11月23日        | 6       | イケてるお父さん           | 爆裂お父さん                   |
| 11月30日        | 7       | イケてる天才怪獣           | プレッシャー星人「スカウト」   |
| 12月7日         | 8       | イケてる頭髪検査           | ダイブツくん                   |
| 1997年 1月18日  | 9       | イケてる中学生             | ダイブツくん2                  |
| 1997年 1月18日  | 10      | イケてる営業部長           | 伊東部長                       |
| 1月25日         | 11      | イケてるよゐこダメ出し     | ダイクさん                     |
| 2月1日          | 12      | イケてる大ピンチ!!         | プレッシャー星人2              |
| 2月1日          | 13      | イケてるセクシー泥棒       | キャッツアイ                   |
| 2月8日          | 14      | イケてる疑惑の真相!?       | 伊東部長2                      |
| 2月15日         | 15      | イケてる熱烈マニア         | ダイブツくん3                  |
| 3月8日          | 16      | イケてる腐ったミカン       | ダイブツくん4                  |
| 4月19日         | 17 (SP) | イケてるスペシャルな日     | ものまね兆治                   |
| 4月26日         | 18      | イケてる鉄人作家           | 鉄人作家伊藤さん               |
| 4月26日         | 19      | イケてる不自然な存在       | 通訳のジョーンズさん           |
| 5月17日         | 20      | イケてるやっちゃった男     | 夫婦（めおと）                 |
| 5月31日         | 21      | イケてるセクシー泥棒②      | キャッツアイ2                  |
| 5月31日         | 22      | イケてる鉄人作家②          | 鉄人作家伊藤さん2              |
| 6月7日          | 23      | イケてる鉄人作家③          | 鉄人作家伊藤さん3              |
| 6月21日         | 24      | イケてる鉄人作家④          | 鉄人作家伊藤さん4              |
| 7月5日          | 25      | イケてるプロデューサー     | こにしプロデューサー           |
| 7月12日         | 26      | イケてるメイクミラクル     | 青田昇                         |
| 7月12日         | 27      | イケてるプロデューサー②    | こにしプロデューサー2          |
| 7月19日         | 28      | イケてる昭和55年製         | 古田チック                     |
| 8月16日         | 29      | イケてるスピ～～～～ド     | SPEEED                         |
| 8月30日         | 30      | イケてるスピ～～～～ド②    | SPEEED2                        |
| 10月11日        | 31 (SP) | イケてる兆治先生           | ものまね兆治2                  |
| 10月25日        | 32      | イケてるスピ～～～～ド③    | SPEEED3                        |
| 11月15日        | 33      | イケてるノンストップ       | クシャミマン                   |
| 11月22日        | 34      | イケてる出演希望           | きだ英蔵                       |
| 1998年 3月7日   | 35      | イケてる物欲戦士           | ハマディーン                   |
| 3月21日         | 36      | イケてる人命救助           | つばめ救助隊                   |
| 4月18日         | 37      | イケてるダディ             | 夫婦2                          |
| 4月25日         | 38      | イケてる超新米             | モリグチくん                   |
| 5月16日         | 39      | イケてる青年社長           | 精神科医                       |
| 5月23日         | 40      | イケてる1973浦田           | マーシー                       |
| 5月30日         | 41      | イケてる横須賀物産         | 横須賀社長                     |
| 6月6日          | 42      | イケてる超脇役             | 伊集院さんと白鳥さん           |
| 8月1日          | 43      | イケてる夏のキャンペーン   | 銀行強盗                       |
| 10月31日        | 44      | イケてる兆治の最悪葬式     | ものまね兆治                   |
| 1999年 1月16日  | 45      | イケてる親権問題           | 笑う男                         |
| 1月23日         | 46      | イケてる入社10ヵ月         | 横須賀社長2                    |
| 2月6日          | 47      | イケてる人事異動           | モリグチくん2                  |
| 2月13日         | 48      | イケてるスカウト魂         | イケてるキャバクラスカウト     |
| 5月15日         | 49      | イケてる入社丸1年          | 横須賀社長3                    |
| 9月11日         | 50      | イケてる入社1年半          | 横須賀社長4                    |
| 9月25日         | 51      | イケてるキャバクラスカウト | ※記載名は同じ                  |

### 登場したコントキャラクター
ライダーマン（岡村）
仮面ライダーのような見た目をしたヒーローだが、改造されていない普通の人間であるため、悪役の戦闘員（加藤、山本）に捕まった少年（矢部）を助けるためやってくるが、いまいち役に立たない。

たつひろ（岡村）
モデルは矢部の14歳も年の離れた実弟・龍弘である。前身番組の「とぶくすり」時代から引き継がれている。何かと無礼な性格で、「たつひろの社会見学」という企画では大物タレントにタメ口で接していた。

ダイブツくん（岡村）
岡村が最も気に入っているというキャラクター。大仏そのものなのだが、エロ本を読んで興奮してたり、たまごっちが死んで落ち込んだりと、普通の中学三年生の男子として日常生活を送っている。

伊東部長（山本）
スポーツ用品会社の部長で本名がそのまま「伊東部長」である。とても明るい伊東部長だが、自分がヅラであることを異様に気にする。後輩の社員（矢部、加藤、雛形など）が「浮いてる」「ズレてる」「バレてる」などのフレーズを発してしまうと取り乱し、次々とも周りの壁などを破壊してしまう。

キャッツアイ（雛形、紗理奈、光浦）
キャッツ・アイのパロディ。それぞれ雛形が長女の泪、紗理奈が次女の瞳、光浦が三女の愛を演じている。本家同様レオタードを身にまとい、美術館などに現れるも警備のために出動していた目茶池署の人々（矢部、加藤、山本、濱口、有野）にとある違いを指摘される。また愛はリーダー気取りで、それに泪と瞳は苦労している。

横須賀社長（加藤）とちっさい横須賀社長（岡村）
横須賀社長は「株式会社横須賀物産」の代表取締役で、いつも謎のヘルメットのような帽子を被り、目が釣り上がるほどに密着したゴーグルをつけてさらに左右不対象の髭が生えている。ただ椅子に座っているだけのようで何の仕事をしているのかも不明な謎の人物である。一方ちっさい横須賀社長は社員の濱口にしか見えていない設定で横須賀社長と同じ格好をしている。
なお、謎の帽子は前身番組の「めちゃモテ」でのサイパンロケの際スカイダイビングのインストラクターが用意した帽子がモデル、ヒゲはそのロケで寝ている加藤に雛形がペンで落書きした線と同じ形である。

## フリフリNo.6
「STAMP」終了後、キャラクターを引き継いで開始されたコーナー。セイン・カミュによる英語のナレーションやツッコミ、簡易的な英語や片言の日本語で企画が進行する点などは前作から引き継がれた。
ルーレットで決められた順番で「マンボNo.5」に乗せてあいうえお作文を行う。「オチ」に該当する最後の1文字を担当した人のオチが面白くなかったら、「ヘタクソ女」なる女性から罰ゲーム（パイ投げ→女性からのビンタ）を受ける。ゲストで明石家さんまがサプライズ出演した事がある。

## ダジャレ人間ゴン
「はじめ人間ギャートルズ」がモチーフ。『しりとり侍』終了後に開始されたゲームコーナーの第2弾で、2001年5月から2001年11月にかけて4回行われた。
ゴン（濱口優）一家や下宿人のアリノさん（有野晋哉）らメンバーが原始人のダジャレ人間になり、与えられたお題に対して様々なアイテムで駄洒落を繰り出す。シンキングタイムは10カウントだったが、途中から3カウントにルール変更された。駄洒落が面白くなかったら、座っているイスに強烈な電流が流れる。
戦績
- ゴン（濱口優）1敗
- トーちゃん（矢部浩之）1敗
- カーちゃん（山本圭壱）3敗
- ジーちゃん（武田真治）ノーミス
- バーちゃん（岡村隆史）1敗
- ニーちゃん（加藤浩次）5敗
- アリノさん（有野晋哉）2敗

## オカッチ&ミヤッチ
ディズニーのアニメーション映画『トイ・ストーリー』をモチーフにしたコーナー。コーナーレギュラーとして、雨上がり決死隊、平山綾（現・平山あや）が参加。
正義の味方オカッチ（岡村）と、オカッチにそっくりなミヤッチ（宮迫博之）が様々なゲームに挑戦し、どちらが真のヒーローであるかを競うが、正々堂々と戦うオカッチに対しミヤッチは暴力を振るい、力任せに勝利をもぎ取ろうとする為、他の出演者達や観客の子供達から顰蹙を買ったり、しっぺ返しを受けて酷い目に遭う事が多い。
2002年より吉本印天然素材のメンバーが続々参加し、最終的にはへびいちごを除く五組が集結した。蛍原徹はホットドッグとして参加。時々参加する、運動神経が良い竹若が好記録を出す場合がある。最終回は、FUJIWARAの2人もハラニッチ（原西孝幸）とフジモンキー（藤本敏史）として参加した。

## CMパロディコント
その時々の流行りのCMや人気のCMをメンバーが再現しつつ、番組や自身の身の回りのことに関して自虐を行ったり、ゲームを行う。パロディものとしては「とぶくすり」、「めちゃモテ」の「てりっこ（宝酒造のみりん）」のパロディから続くシリーズである。
パロディCM
- TBCグループ - 常夏でメンバーが踊るCM。
- マツモトキヨシ - 優香が出演したCMを本人出演のもとパロディ。
- 全日本空輸 - SMAPが出演した沖縄キャンペーンをパロディ。同様に「お台場冒険王」の宣伝でも当時放送されていたCM風に著名人がめちゃイケブースを楽しむ様子が放送された。
- 自由民主党 - 「pM8」の際、当時宮城県連が制作し物議をかもしたCMをパロディ
- 消費者金融 - 同様に「pM8」の際、当時人気だったCMをパロディ。
- キリンビバレッジ - 当時発売された炭酸飲料「NUDA」のCMをパロディ。メンバーがコントキャラに扮しダンスを行った。本家CMにも出演した岡村はパロディ内でもブレイクダンスを披露（ただし、CM終盤の片手倒立シーンはパロディ版では失敗してしまう）。また、この時に加藤が見せた「爆裂お父さん」が人気となり、再び復活する機運となった。
- ホットペッパー - 当時人気だったアテレコシリーズ風に次回予告などを行った。
- レモンガス - 当時のCMと同じように、本家にも出演したラップ娘（小島あやめ）が作業員に扮したメンバーの秘密を暴露する。
- ソフトバンクグループ - 当時のソフトバンクモバイルのCMをパロディ。後にSMAPが出演した「COME ON」バージョン風にメンバーが歩く足元のベルトコンベアが高速で動き、遅れた人が水に「DOBON」するコーナーとしても行われた。
- ソニー - 矢沢永吉が出演したブルーレイディスクレコーダーのCM風に、ものまねタレントの矢沢B吉が各コーナーでの失態などに「もったいない」とコメントした。
- NTTぷらら - 当時のCMキャラ「ひかりカエサル」風に、「わらわザル」（声：藤本たかひろ）を始め、「わらわネーコ」（声：住友七絵）「わらわんゾウ」（声：藤本たかひろ）、「わらわんワン」などが登場し、コーナー内での過激な言動に笑い込みでクレームやツッコミをつけていた。後に本家でも「わらわザル」を意識したCMが作られるカウンターも発生した。
- ユニクロ - 「UT（プリントTシャツ）」のCM風に様々なコントキャラが登場。なお、これには複数のバージョンが存在するが、初期のバージョンには有野はいなかった（入院による一時降板の影響で）。
- フジテレビ - 当時のキャッチコピーCM「生みます。フジテレビ」風に、雛形あきこ扮するアキコデラックスが当時加入したばかりの新メンバーや復帰した岡村を紹介した。
- UHA味覚糖 - 当時AKB48が行い物議を醸した「口移し編」にメンバー全員で挑戦した。
- 日清食品 - 当時のスポンサーだった日清「チキンラーメン」のCM風に、「レモンガス編」同様ひよこに扮したメンバーの秘密を奥さん役のエキストラが暴露するパロディだった。

## スモウライダー
「単位上等!爆走数取団」において20敗を喫した光（山本）が、関取団によって強制的にマワシ姿にされたことから生まれたヒーロー。先輩番組「オレたちひょうきん族」のスタッフが関わっていることから、「平成のタケちゃんマン」の異名を持つ。そのため、途中から「タケちゃんマン」と同様にオープニングの前に「あ、鳥だ!飛行機だ!あ、スモウライダーだ‼︎」というフレーズを街行く人に言わせる映像が挿入されていた（ただし「タケちゃんマン」とは異なり毎回同じ映像を使用）。コーナーオープニングなどテイストは「仮面ライダー」をモチーフにしている。特に初期のオープニングテーマは曲調・歌詞ともに「レッツゴー!!ライダーキック」に酷似していたが、後にオリジナルのものに変更された。歌手は両バージョンとも石川英郎。
毎回マワシ姿で街中にゲリラ的に出現し、関取団による厳しい指令に従って行動してもらい、赤っ恥をかく姿を隠しカメラで撮影する。
コーナーとしては7回で終了したが、2006年3月11日放送の「雛祭り」にて「スモウライダー雛」として2年ぶりに復活。指令を出す関取団に代わり雛形が同行したが、ドSキャラである雛形のとった行動はスモウライダーの乳首や腋を弄る、集まった群衆に尻を向けさせ写メールを撮らせるなどといったものだった。

### サブタイトル
- 赤恥指令その1 恐怖マクドナルド新メニュー（2003年5月17日)
- 赤恥指令その2 決闘エドウィン♪503（2003年6月21日）
- 赤恥指令その3 怪奇クレープ狙われた原宿（2003年7月5日）
- 赤恥指令その4 危うし銀座宝石戦争（2003年8月2日）
- 赤恥指令その5 地獄スイマー世界征服（2003年8月30日）
- 赤恥指令その6 必殺ドラッグ渋谷総攻撃（2003年12月6日）
- 赤恥指令その7 悲劇クリスマス六本木心中（2004年1月24日）
- 赤恥指令その1 恐怖関取団不在新スタイル（2006年3月11日、スモウライダー雛）

## 格闘女神MECHA/めちゃ日本女子プロレス

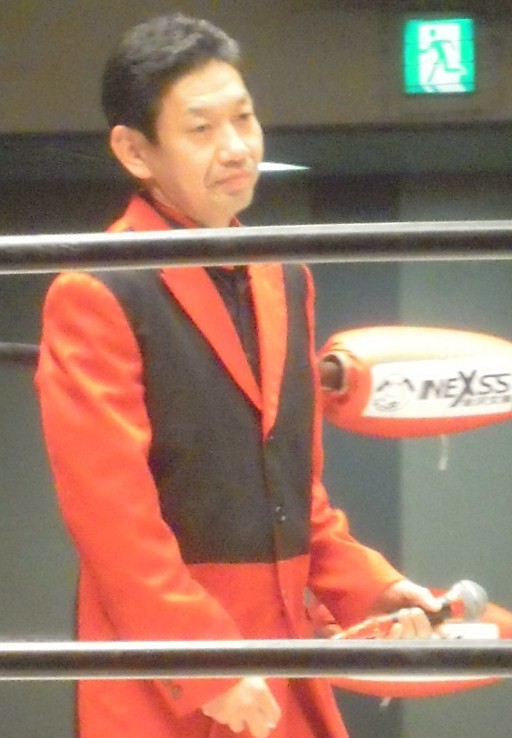
リングアナを務めた
今井良晴
（2012年2月26日
大日本プロレス）

めちゃイケ女子メンバーらが闘うプロレス企画。タイトルはフジテレビで放送されていた女子プロレス中継「格闘女神ATHENA」（2002年終了）が元ネタ。全日本女子プロレス全面バックアップの元で行われた。実況は志生野温夫、解説は矢部浩之・よゐこ（濱口は犬の着ぐるみを着用）、リングアナは主に今井良晴が務めた。

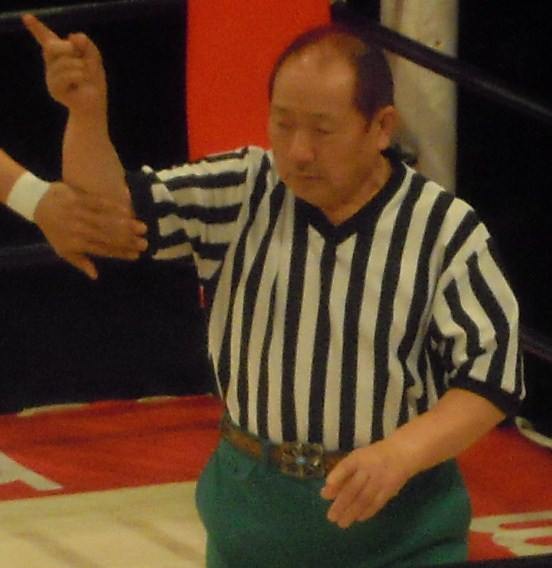
岡村四郎のモデルである
阿部四郎
（2012年1月8日
ブル中野引退興行）

「めちゃ日本女子プロレス」は、リングネーム・チャイナナイト光浦が率いる女子プロレス集団。
- 光浦の他、堀越学園（堀越のりは光浦と対戦したがその後、光浦とタッグを組む）、キューセー大島（森三中・大島美幸）らが在籍し、女子レギュラー入れ換えをかけて旬なアイドルと対戦。めちゃイケ正規軍とグラビアアイドル連合軍のレギュラー入れ替え戦を行う。
- この試合は、めちゃ女正規軍びいきの悪徳レフェリー・岡村四郎がレフェリング（この企画の為に岡村は阿部四郎のレフェリングを徹底的に研究した）。
- ダンディ坂野・長州小力など一発屋芸人が乱入するのも恒例となった。
- 時には実際に格闘技の心得がある対戦相手が登場する（例えば小野愛は柔道経験者）。
- めちゃ女正規軍の入場曲は早見優の「夏色のナンシー」。

第2回からはメインイベントとして、極楽とんぼ扮する「極楽同盟」が本職の女子プロレスラー（アジャ・コング、豊田真奈美、ライオネス飛鳥、長与千種等）と対決。
- 山本…“豚足の破壊王”・ダンプ山本（ダンプ松本がモデル）
- 加藤…“ぜんそくの狂犬”・ブル加藤（ブル中野がモデル）
- 極楽同盟の試合では"元祖・悪徳レフェリー"・阿部四郎が登場（試合終盤から笹崎勝己に交代）し、極悪同盟時代を彷彿とさせる可変速カウントなどの極楽同盟びいきのレフェリングを披露している。

試合は前座が芸人の乱入等による無効試合・メインが極楽同盟の敗北、というのがお決まり。その無効試合裁定後に登場する、大久保演じる「JR新大久保」や森三中・村上知子演じる「全身セイカン・タイダー」が名物キャラとなっている。メインイベントの終了後には「チビタイガーマスク」（岡村）が登場し、裸でブレイクダンスを踊る。
このコーナーは「セクシー泥棒キャッツアイ」ポカスカ殴って宝を探せ!キャッツアイリーダー決定戦（1997年7月12日＆19日放送）（雛形と紗理奈が光浦をボコボコにした回）からの派生である（2006年3月11日放送の「雛祭り」格闘女神HINAで再び対決した）。

### これまでの対戦
1. 1999年5月22日放送

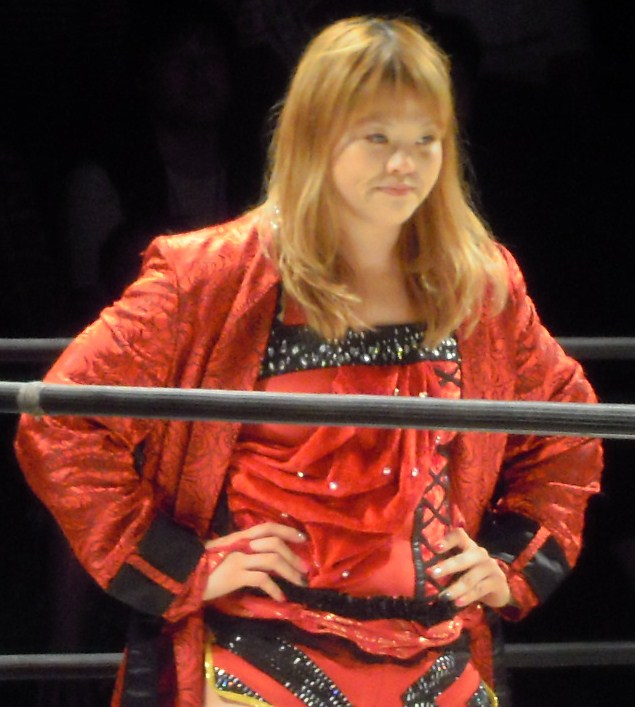
第3回で参戦した
高橋奈七永
（2011年5月8日
スターダム）

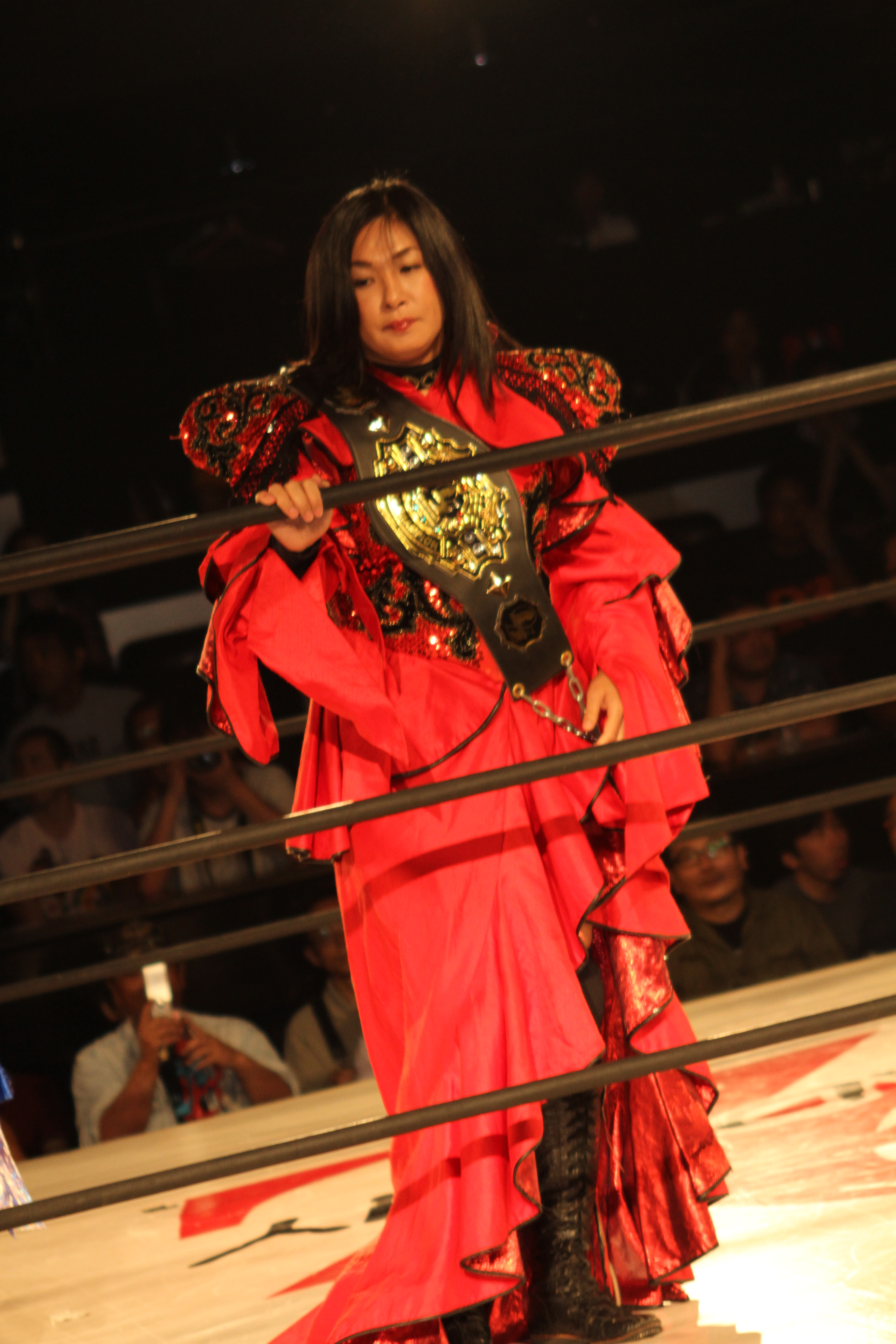
4回参戦している
豊田真奈美
（2011年7月24日
OZアカデミー）

  - 光浦、チャーミー鈴木（紗理奈） vs 大原かおり、嘉門洋子（ダイナマイト・ウォーリアーズ）
2. 2000年2月26日放送
  - 光浦、ソノキニナッタラ大原（大原かおり） vs 桜庭あつこ、フランソワーズ・ヒロタ（チェリー・ボンバーズ）
  - 極楽同盟 vs 全日本女子プロレス最強タッグ（豊田真奈美、堀田祐美子）
    - この試合中、ダンプ山本が堀田の蹴りで左胸の肋骨を骨折している（全治2〜3週間で診断書付）。
3. 2000年6月3日放送
  - 光浦、矢沢心 vs 川村ひかる、堀越のり（アーミー・エンジェルス）
  - 極楽同盟 vs キッスの世界（高橋奈苗（現・奈七永）、納見佳容、脇澤美穂、中西百重）
    - 乱入者：ZAP（ZAP-I（伊藤薫）、ZAP-T（渡辺智子））
4. 2001年3月3日放送
  - 光浦、堀越学園（堀越のり） vs 小池栄子、小野愛（イエローキャブノダッズ）
  - 極楽同盟 vs W井上（井上京子、井上貴子）
5. 2001年12月29日放送
  - 光浦、堀越学園（堀越のり）、吉岡美穂 vs 佐藤江梨子、小野愛、安藤盟（イエローキャブノダッズスペシャル）
  - 極楽同盟 vs SUPER DREAM TAG '01（アジャ・コング、豊田真奈美）
    - ゲストにアントニオ猪木出演。
6. 2003年3月8日放送
  - 光浦、キューセー大島（大島美幸） vs 根本はるみ、MEGUMI（イエローキャブノダッズ197）
  - 極楽同盟 vs モトゼンSP（ライオネス飛鳥、豊田真奈美）
7. 2005年3月5日放送
  - 光浦、キューセー大島（大島美幸） vs 水野裕子、安めぐみ（キングズブルーロケッツ）
  - 極楽同盟 vs クラッシュ2000（ライオネス飛鳥、長与千種（GAEA JAPAN））
    - クラッシュ側セコンド：豊田真奈美、堀田祐美子
    - 乱入者：極悪同盟（ダンプ松本、サソリ、ZAP-T（渡辺智子））
    - クラッシュ2000は、放送1カ月後の4月3日GAEA JAPAN横浜文化体育館大会でのライオネス飛鳥引退試合が決まっており、チームとしては最後のテレビ出演となった。

### 映像作品
2014年に『めちゃイケ赤DVD 第5巻 めちゃイケ正規軍×グラビアアイドル連合軍 めちゃ日本女子プロレス 創世紀編』（EAN 4571487551317）と『めちゃイケ赤DVD 第6巻 めちゃイケ正規軍×グラビアアイドル連合軍 めちゃ日本女子プロレス2 新世紀編』（EAN 4571487551324）が発売された。第5巻（創世記編）には1999年から2001年（第1回〜第4回）が収録され、第6巻（新世紀編）には2001年から2005年（第5回〜第7回）が収録される。それぞれのDisc2には参考映像集（女芸人物、過去の番組経緯が中心）が収録される。

### 復活

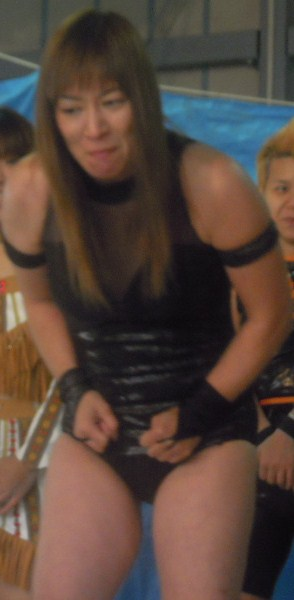
新極楽同盟と対戦した
ジャガー横田
（2011年1月10日JWP）

上記の赤DVDの発売に合わせ、「めちゃユル」内で復活を希望する声が上がったことから2014年5月31日に9年ぶりに復活した。
協力団体であった全日本女子プロレスは2005年3月31日に解散し、リングコールを担当した今井良晴リングアナも2013年7月29日に他界、実況の志生野温夫も高齢を理由に勇退した為、今回はワールド女子プロレス・ディアナがリング提供・セコンドなどで全面バックアップし、全女出身のオッキー沖田（ZERO1渉外課長）がリングコールを、志生野の日本テレビの後輩にあたる福澤朗が試合実況を担当した。
光浦は新メンバーにチェリー白鳥（白鳥久美子）・川村サン（川村エミコ）を迎え、「新生フレッシュギャルズ」として「めちゃユル」にて対戦相手に指名したAKB48と対戦した。
加藤は4月29日ディアナ川崎市体育館大会でジャガー横田との間に生まれた遺恨からジャガーと対戦、ジャガーは過去にめちゃ女に参戦経験がある豊田真奈美をパートナーとして引き連れた。また、ダンプ山本に代わる新パートナーオーディションの結果、相撲を特技とするデニスの植野行雄を“ブラジルの猛虎”ことタイガー・ジェット・ユキオチャン（タイガー・ジェット・シンがモデル）として迎え入れ、「新極楽同盟」を結成した。
- チャイナナイト光浦、チェリー白鳥、川村サン vs AKBレボリューションズ（横山由依、川栄李奈、島田晴香）
  - レフェリー：岡村四郎
  - 当初は木﨑ゆりあが参戦する予定だったが、木﨑がリハーサル中（5月20日）に左手首を骨折したため、木﨑の代打として過去に堀田祐美子からプロレス界入りのスカウトを受けたことがある島田が参戦した。
- 新極楽同盟（ブル加藤、タイガー・ジェット・ユキオチャン） vs クイーンオブ女子プロレス（ジャガー横田、豊田真奈美）
  - レフェリー：阿部四郎・井上治
  - 阿部四郎は2009年に現役を引退しており、本格的に試合を裁くのは約5年ぶりであった。なお、阿部が2017年4月に76歳で死去した為[4]、これが阿部にとって極楽同盟の試合を裁いた最後の試合となった。

### ファイナル
その後、2018年3月17日放送分にて「めちゃイケシュウ活プロジェクト」の第9弾「醜活」としてファイナル及び4年ぶりの復活を果たし、オープニングがアベンジャーズ風に始まった。
光浦が終了告知の際に「プロレスをやりたい」と語ったことから実現に至った。大久保、たんぽぽや親しい芸人でもある森三中の黒沢かずこ、おかずクラブのオカリナ、椿鬼奴をセコンドに迎え、必死にトレーニングを行った。また、助っ人として過去に「リトルダディ」のビッグマミー役を演じた経験を持つおかずクラブのゆいP（ビッグマミーゆいP）と、運動神経抜群の鈴木奈々（ニドシャベリ鈴木）が参戦し、「フレッシュギャルズ（終）」として登場した。一方、対戦相手であるAKB48の総監督の横山からは前回が無効試合に終わったことに遺恨があるとして、AKB48を卒業した川栄・島田に代わりテレビ朝日の深夜ドラマ『豆腐プロレス』で実績のある小田えりなと込山榛香の2人を迎え、「AKBフライングビーナス」とのラストマッチを行った。
この回の実況はフジテレビアナウンサーの佐野瑞樹。志生野アナは特別ゲストとして放送席に迎えられ、前年4月に他界した阿部レフェリーも遺影で登場した。
試合は例によってレフェリーの岡村四郎の妨害がありつつもAKB48側が有利に展開した。途中でセコンドの女芸人たちも加わり横山を相手に1人ずつ挑むも倒され、さらに光浦は横山からの顔面キックを5回受け、岡村からも本気の心配をされた。突如として巨大な身長3m・体重500kgのエアーパンダである「アンドレザ・ジャイアントパンダ」が光浦の援護として乱入し、AKB48と岡村を攻撃したあと、さらにAKB48側のセコンドであるディアナの面々によって岡村が負傷し公式記録としては結果的に今回も「無効試合」となった。
それでも試合が終わらずAKB48側の攻撃が続く中、突如として覆面をかぶった「JR新大久保」が乱入した。光浦に対して最初は「ゴクラク少年愚連隊」での加藤と山本のやり取りを再現するものの、光浦に対しマスク姿だからこそ言える尊敬と感謝の言葉を贈った。さらに光浦の先輩に似た「マスク・ド・みっちゃん」も乱入し、2015年の27時間テレビのように「ノーサイド」を弾き語り、セコンドの女芸人のみならずAKB48ももらい泣きする事態となった。
最後は「両者ノーサイド」として和解となり、さらに「マスク・ド・お母さん」（光浦の母親）からの花束贈呈を経て「1・2・3・ヤッチャン!!!」のコールで締められた。
番組最終回の2018年3月31日放送で、極楽同盟が13年ぶりに復活。井上京子と紫雷イオと対戦し、レフェリーは吉岡四郎（博多大吉）が務めた他、ジャイアント馬場の物真似をした関根勤が乱入した。

## 連続タライ小説「春よ来い」
連続テレビ小説「春よ、来い」のパロディ。別名は「ノーリアクションドラマ」で、内容そのものは純粋なホームドラマだが、予告なしに天井から盥（タライ）が落下し続けており、出演者は盥が当たってもリアクションせずに演技を続行しなければならない。全3話から成るが、1998年に2話分が放送された後に娘役の雛形の結婚・産休で2年間中断され、2000年に完結した。タライ落下の元ネタは『8時だョ!全員集合』の「母ちゃんコント」である。なお、タライ落下の予告がないのはあくまで視聴者に対してであり、出演者には上で準備しているスタッフの姿は見えている（明らかに上を見ながらリアクションをするシーンも多々存在する）。
2002年9月14日には木村拓哉・明石家さんま主演ドラマ「空から降る一億の星」のパロディ、連続タライ小説「空から降る一億のタライ」も放送された。ドリフのコントと同様に屋根裏にいるスタッフがドラマ展開のタイミングを見計らい、一斉に金ダライを落下させるというものであった。岡村と光浦のキスシーンが本気になってしまい誰も手につけられなかった。めちゃイケNG集にも度々放送されていた。
なお、この「一億のタライ」を含めた4話全てにおいて、ラストシーンにのみ登場する濱口に特大タライが落下→濱口が耐えきれず喋ってしまい『GAME OVER』という形でエピソードが終わっている。

## シャンプー刑事シンディー&コーディー
加藤、武田がそれぞれ「コーディー」、「シンディー」としてシャンプーの入った銃を片手に治安を守る。後に「ミッツィー」こと光浦、さらには大久保も婦警として参加、後の「フジTV警察24時」の原型となった。ゲストとして筧利夫が「踊る大捜査線」の新城賢太郎役で参加している。武田がメインで登場する珍しいコントである。加藤と武田とゲストが突然女性をシャンプーの入ったピストルで襲い、加藤の「徹底的に洗うぞ!」のセリフを合図に強制的にシャンプーを行う。時には加藤が暴走し、髪の毛を掴む等の暴挙に出ることもある。なお、襲われた女性はその後、美容院に行かせる対応をとっている。2018年3月31日の最終回で復活した。

## 岡村隆史探検隊
「川口浩探検隊」の復活版として岡村をリーダーとする探検隊を結成し、奇怪な生物こと有名人の楽屋を探検する。正式名称は「土曜スペシャル・岡村隆史探検隊」。1997年に2回放送され、2012年に復活した。
- 「ビッグフット」こと飯塚現子（和田アキ子）の捕獲は苦手な動物を和田の周辺に放出させて和田が混乱状態に陥ったところで動物を元に戻し、捕獲に成功（後の『ナインティナインのオールナイトニッポン』での回顧によると、収録後岡村たちは和田に随分説教をされたらしい）。推定50cmの足跡を再現する為に小さいタバコを使用（和田の足は26.5cm）、ビッグフット研究家として西尾聖マネージャー（現・ホリプロ執行役員）が参加。
- 「ミニラ」こと北島三郎の捕獲に相次いで成功。演歌歌手の小金沢昇司が参加している。
- 2012年3月31日放送分では韓国にて「少女部族」こと少女時代を捕獲。この回には新メンバーの後藤と白鳥、ゲストとして藤井隆も参加。

## やべっち寿司
2003年に、「矢部オファーしちゃいました」でのかっぱ寿司編の後、矢部が創作寿司を作ることに目覚めたことから始まった企画。フジテレビの局内（FCGビル内・タレントクローク）に出張板前として店舗を構え、廊下を通る芸能人を捕まえ、自慢の一品を振る舞いながらトークを行う。代表作にはかっぱ寿司で実際に市販されたコンビーフ寿司がある。価格はすべて時価としているが、実際に代金を請求はしない。ファミリーマートで期間限定で『やべっち寿司詰め合わせ』と『シロワッサン』が販売されたことがある。かっぱ寿司の『コンビーフ寿司』はしばらくした後に提供を終了したが、2018年に『懐かしのコンビーフ軍艦』として期間限定で再提供された。
岡村も出演し、『オレたちひょうきん族』でビートたけしが演じていたキャラクター・鬼瓦権造の扮装をしている（初期は矢部のみの出演）。また、『妖怪大戦争』で自身が演じていた小豆洗いの扮装で姿を現すこともある。
オープニングでは、矢部がタイトルコール後にどうでもいい近況情報を報告するのが恒例であった。
宣伝を兼ね、普段バラエティ番組には出演する事のない俳優（女優）・売出し中の若手タレント・フジテレビの新人アナウンサーの他に、海外の著名人も出演することがあり、そのうちデビッド・ベッカムとトム・クルーズの来店記念座布団が椅子に置かれている。椅子は基本的に3つだが、ゲストに応じて増やしている。
2005年から2011年まで6年間は必ず、2時間以上のスペシャル時の恒例コーナーとなっていたが、中嶋優一プロデューサーが退任し3代目・明松功プロデューサーになってからはスペシャル時はまちまちとなっていた。
2008年・2012年には、『FNS27時間テレビ』のコーナーとして登場している。2008年は、総合司会の明石家さんまを中心に他の『27時間テレビ向上委員会』のメンバー（当時の旬のお笑い芸人）、2012年は総合司会の森田一義を中心に他の笑っていいとも!のレギュラー陣全員（2012年春時点のメンバー、マラソン中の草彅剛を除く。直前までTBSラジオの生放送に出演していた爆笑問題と中継出演していた笑福亭鶴瓶・指原莉乃は遅れて登場）がゲストだった。
タレントクロークでの撮影なため、普通に撮影中に人が通る他、たまたま通りかかる芸能人を呼び込むこともある。タカアンドトシが出演した際に、ミッキーカーチスの話題になったら、別番組で宣伝のために来ていたミッキーカーチス本人が登場。ナインティナインも知らなかったため、「ミッキーカーチスさん、初めてお会いした…」と驚いていた。ダウンタウンの浜田雅功も、たびたびこのコーナーに乱入しており、その度にナイナイは驚愕していた。モリエンテスと、ラウールが登場した際にはペナルティが通りかかり、サッカー経験者の2人は嬉しさのあまり握手した瞬間に腰が抜けた。
やべっち寿司の後ろで寿司の準備をしているらしく、AD鎌田が握っている（佐々木希が来店した際に判明）。
2014年1月25日を最後に同企画は放送されることはなく、2015年11月7日に岡村が主体の「空き時間っす!」へとリメイクされた事により「やべっち寿司」は事実上の終了を迎えた。
2017年11月25日の放送で約3年ぶりにコーナーが復活し、めちゃイケメンバー全員が集合し、改めて「めちゃイケシュウ活プロジェクト」を実行していくと宣言。やべっち寿司は「集」（あつまる）活として行われ、ゲストに坂上忍・FUJIWARA・梶原雄太（キングコング）・板倉俊之（インパルス）・河本準一（次長課長）・カンニング竹山・ 千鳥・品川庄司・ダイアン・たむらけんじ・蓬田修士を迎えた。
コーナー終盤、番組初期から『ヨモギダ少年愚連隊』企画で度々登場していた蓬田が1年7か月ぶりに『めちゃイケ』に出演。Instagramで「めちゃイケ」終了をオンエア前に“フライング発表”したたむらに対して、11月4日、自身のTwitterに「そろそろ言ってもいいかな たむけんしばく」とツイート。かつての岡村と同じ流れで番組で柔道対決になり、払い腰で一本を取り勝利。そして、めちゃイケの大ファンの2人は握手して和解した。
番組終了から6年後の2024年9月18日に放送された『週刊ナイナイミュージック』拡大SPにて、『やべっちかき氷』として復活。同年9月1日に味の素スタジアムで開催された「a-nation」のバックステージに特設セットを設置し、矢部・岡村と出演アーティストがトークを繰り広げ、以降不定期に行われ、2025年1月8日・15日放送の同番組にて、『やべっち寿司』として7年ぶりに完全復活を果たした。

## 仁義なきMの三兄弟
「まぞのさんきょうだい」と読む。東京はお台場を根城にするヤクザの前田三兄弟（岡村が長男、加藤が次男、濱口が三男。途中から敦士も参加）。コワモテの外見をしてはいるが、実は極度のマゾヒストであり、毎回女優や女性アイドルに対して因縁をつけては、自分たちを痛めつけることを強制する。タイトルの「M」は「マゾ」「前田」の頭文字をかけたもの。三人で「やーんのか やーらへんのか どーっちやねーん」と歌い、アイドルに詰め寄る。デビュー当時の仲間由紀恵などが出演していた。
このコーナー内においては本来「サディズム」を表す「S」を「責めるタイプ（SEMERU-TYPE）」、本来「マゾヒズム」を表す「M」を「任せるタイプ（MAKASERU-TYPE）」と表現している。2012年に、草彅剛と風間俊介と加藤綾子が出演。2018年3月31日、最終回で復活した。

## イケてるッ!日本新記録
1996年10月19日（第1回放送）開始。コーナー名は、1975年10月〜1985年9月の10年間にわたって日本テレビ系列で放送された「びっくり日本新記録」から。レギュラーメンバーや錦野旦らが巨大セットを使った多種多様な競技に挑む。室内競技の場合いずれも失敗すると粉や水（熱湯や氷水、泥水の場合もあり）、マヨネーズのプールに落ちることとなり、それまでのタイムや距離、得点などをメンバーで競う。また、「師匠」として勝俣州和・ダチョウ倶楽部が出演し不甲斐ないメンバーに対して𠮟責を行うが、最後は「お手本」として師匠自らが挑戦することとなる。通算14回（実質15回）。実況は志生野温夫。
2005年7月9日には「イケてるッ!世界新記録」と題して復活。当時ブレイクしていたボビー・オロゴンが出演。2006年12月2日にはチェ・ホンマン・ヒロミがゲストとして出演した。2012年11月3日にも「初心に戻る」ために放送された。ゲストはダチョウ倶楽部と有吉弘行で、有吉は猿岩石時代にも出演していた。

### 行われた競技
| 放送日          | BATTLE | 競技名                                 | ゲスト師匠     | 備考                             |
| --------------- | ------ | -------------------------------------- | -------------- | -------------------------------- |
| 1996年 10月19日 | 1      | イケてるジャングル綱渡り               | 勝俣州和       |                                  |
| 11月2日         | 2      | イケてるスペース急斜面                 | 出川哲朗       | ‐                                |
| 11月16日        | 3      | イケてるアメフトダッシュ               | ダチョウ倶楽部 | ‐                                |
| 11月30日        | 4      | イケてるユーラシア大陸横断ボウリング   | 猿岩石         | ‐                                |
| 1997年 1月11日  | 5      | イケてる急斜面チューブジャンプINルスツ |                | 北海道ルスツ高原スキー場にて実施 |
| 2月22日         | 7      | イケてる南極ペンギンジャンプ           | にしきのあきら | ‐                                |
| 4月26日         | 7      | イケてる氷上障害チャリンコレースIN長野 |                | ‐                                |
| 5月31日         | 8      | イケてるとりもちレスキュー             |                | ‐                                |
| 7月19日         | 9      | イケてるベジタブルチャリンコダッシュ   |                | ‐                                |
| 8月2日          | 10     | イケてる太平洋ターザンジャンプ         | にしきのあきら | グアムにて実施                   |
| 11月22日        | 11     | イケてるラビットトランポリン大相撲     | 長嶋一茂       | ‐                                |
| 1998年 2月7日   | 12     | イケてる受験生合格ジャンプ             | にしきのあきら | ‐                                |
| 2月14日         | 13     | イケてるフレッシュマン荒波ボートバトル |                |                                  |
| 4月18日         | 14     | イケてるゴールキーパーぐらぐらPK       | TIM            |                                  |
| 6月6日          | 15     | オリジナルソリ タイムトライアル        |                |                                  |
| 8月1日          | 16     | イケてる水平太平洋横断ダッシュ         | パイレーツ     | ‐                                |

## イケてるッ!CDTV
略してlCDTV。TBSの深夜の音楽番組『CDTV』のパロディで、1996年10月の第1回から放送。1997年に1回放送して一旦終了したが、2000年にICDTV2として復活。このコーナーから慎吾ママならぬ加藤ママというキャラクターも飛び出し、「サタ☆スマ」のパロディーコーナーが生まれた。なお、2001年8月11日には「ICDTV2 NG未公開シーン大放出」として放送された。アビー君（岡村）、菊池君（矢部）、アシスタント（雛形）の3人で進行。前身コーナーは俺をこう撮れ!である。
- ICDTV
  - 「これが私の生きる道」 PAFEE（雛形、紗理奈）
  - 「SQUALL」 オ室京介 （岡村）
  - 「田園」 矢部置浩二 （矢部）
  - 「どうしようもない僕に天使が降りてきた」加ト原敬之（加藤）
  - 「太陽のSEASON」山室波恵（山本）
  - 「CIRCUS」布袋2:50（江頭）
  - 「まちぶせ」光任谷靖美（光浦）
  - 「LA・LA・LA LOVE SONG」岡保田利伸（岡村）
  - 「Stop the music」山室波恵（山本）
  - 「アジアの純真」 PAFEE（雛形、紗理奈）
- ICDTV2
  - 「ハッピーサマーウェディング」モグニング娘（めちゃイケメンバー有志）
  - 「加藤ママのおはロック」加藤ママ（加藤）

このほか、「SPEEEEEED!」という山本・濱口・岡村・紗理奈の4人組ユニットのコーナーも存在した。

## アフリカマンの部屋→ツタンカーメンの部屋
濱口扮するツタンカーメン師匠（推定400歳）の家で迷える子羊（ゲスト）が悩みを打ち明ける。当初はアフリカマンの家で悩みを打ち明ける「アフリカマンの部屋」（初回1998年1月24日）だったが、福田明日香（当時モーニング娘。）が「アフリカマンきえろ」とアンケートに書いた5月30日放送回を最後に「ツタンカーメンの部屋」（初回1998年10月24日）に変更となった。また、後に大久保がお隣に住んでいるスフィンクス役で登場した。

## どぜうモン人生相談室
前身番組「とぶくすり」内で放送していたコントキャラクター「どぜう」が元になっている。この時は、濱口が安来節に乗せてどじょうすくいを踊って救いようのないシチュエーションに現れるものだった。
2005年4月30日放送の有野の結婚披露宴で12年ぶりに復活し、好評を受けて2005年5月29日から「どぜうモン人生相談室」の放送を開始。ライブドア社長（当時）・堀江貴文の愛称「ホリエモン」に倣って改名した。
堀江やヨン様と同い年で世田谷区在住という設定。一般視聴者から提示された悩みにダジャレで答えて笑い飛ばす（どぜうモンは救ったものだと思っている）。毎回「しゅっくえーる、しゅっくえーる」と発しながら登場する。
どぜうモンは2005年8月に「お台場冒険王」にて安来節保存会より感謝状を授与された。
ナレーターは千野志麻・倉田大誠アナウンサー、千野の退社後は佐藤里佳アナウンサー。
松竹DMC芸能プロジェクトの時には、キャラクターの商品化とアメリカでのアニメ化が提案された（企画自体が偽物である）。
2006年5月20日の放送では濱口の引越しに伴い、住所を世田谷区から港区に変更して復活したが、コーナーとしてはそれが最後となった。
また、お台場冒険王・お台場合衆国などのフジテレビのイベントでは「バカパンケーキ」「バカドーナツ」など、どぜうモン考案メニューによる飲食店を毎年出店していた。
2018年、72時間ホンネの旅にて濱口の扮装として復活した。

## エガちゃんの一言物申す!
1996年10月の第1回から行われているコーナー。当初は海の中からクルーザーで現れた江頭が一言二言も物申して帰っていくというものだったが、業を煮やした江頭がロケ企画に変更。DA PUMPやガチャピン・ムックなど様々な人物に物申してきた。
グアムロケで錦野旦とのビーチ・フラッグスに負けレギュラー脱退、シャ乱Qのたいせーとの相撲対決で負け芸能界引退、元めちゃイケプロデューサーの小西Pとの相撲対決に勝ちめちゃイケプロデューサーに、横浜銀蝿リーダーRUNとの相撲対決で勝ちメンバーとして行方不明のジョニーの代わりにジョニー2:50としてコンサート出演、嵐のメンバー、ジャッキー・チェンファミリーになったことも。加藤出演の「人にやさしく」出演者に物申して（2002年2月）以来行われていなかったが、2007年12月、5年ぶりに復活した（こちらを参照）。その後もほぼ年1回ペースでゲスト（AKB48や柴咲コウ、市川海老蔵など）に対して乱入し類似企画が行われていた。

## ウマイムウマイム→ウマイム寺
フォークダンスの曲「マイム・マイム」の替え歌にのせながら、目隠しをした一人に一口だけ料理を食べさせ、それが何か当てさせるゲーム。岡村（「ウマイムウマイム」ではおっちゃん、「ウマイム寺」では神「ごちそう様」役）vs他のめちゃイケメンバー（「ウマイムウマイム」では公園の子供、「ウマイム寺」では坊主役）の図式となっており、ゲストは「ウマイムウマイム」では「見回りに来た先生」としてメンバー側に、「ウマイム寺」では「ごちそう様のおかげでグルメになれた参拝客」として岡村側となる。
挑戦者が正解した場合は正解したチーム全員が料理を実食、不正解の場合は相手チームが料理を実食できる。
これらの企画やルールは「シンクロナイズドテイスティング」に受け継がれた。

## なんでだろう?
テツandトモとナインティナインの4人が、「なんでだろう」と視聴者の質問に答えるコーナー。2002年から2003年まで計5回放送。このテツandトモと岡村のくだりは2009年と2010年の初詣!爆笑ヒットパレードで共演した時にも行われる（2人で暴走したままCMに入るのが恒例である）。テツと岡村は事前にほとんど打ち合わせをしていないぶっつけ本番状態でロケは行われるが、岡村のダンスとアドリブの上手さにより、矢部を除く3人が見事に一糸乱れぬパフォーマンスを見せ、矢部が呆れ半分で絶賛するというのが大まかなパターン。

## 岡田一少年の事件簿
ドラマ版『金田一少年の事件簿（堂本剛主演の第1期・第2期）』のパロディ。岡村扮する岡田一少年が、事件の謎を解く形で犯人として挙げられたメンバーの私情や失態を暴露。最後はやり玉に挙げられた犯人に対し「再びイケてる人間に戻ってもらう」ため「イケてるスーツ（内部の風船が膨張して最終的に破裂する）」を着せられる。
番組開始時はレギュラーコーナーで、1997年以降は放送されなかったが2000年・2001年に「謎のスクリームが襲撃し、メンバーを次々と手にかけていく」という形で2度復活。復活初回では当時準レギュラー扱いだった大久保が犯人となり、大久保が正式にレギュラーメンバー入りとなるきっかけを作った。
後に2001年7月期から放送された『金田一少年の事件簿』の第1話.第2話に雛形がゲスト出演している。

## カッコイイ男性の疲れを取るコーナー
大久保が扮する台湾人マッサージ師・黄貴妹（ホワン・クイメイ）さんが、旬なカッコイイ男性をマッサージしてあげるコーナー。「台湾少年愚連隊」より、通算7回。基本的には本格的なマッサージをするものの、黄さんが所々でゲストにスカートの中をわざと見せようとするセクハラ企画でもある。黄貴妹のキャラクターはシンクロナイズドテイスティングに継承された。

## こにしプロデューサー
1997年7月5日初登場。登場当初はSHORT COOLのキャラクターであった。1999年5月当時に番組プロデューサーだった小西康弘をモチーフとした全身剛毛の「こにしP」に岡村が扮し、様々な人や企画をプロデュースするが、その演出手法はハチャメチャである。語尾に「ですけど」、単語の語頭に「ナ」を必ずつけて話す。
剛毛ネタには、毛の名刺である「毛刺」、言えない毛を使用した指輪「毛ファニー」、BS・CS150チャンネルを受信できる「毛ラボラアンテナ」などがある。
1998年、カセットミュージシャン・オカピー（岡田寿也、スタッフの項参照）を発掘、オカピーが「永遠より続くように」を熱唱。オカピーのカセットを紗理奈と濱口がHMV数寄屋橋店で1個98円で千枚発売し、完売。そしてオカピーのアナログレコードを小中学校に無料配布。
2001年「EE JUMPのデビュー曲をプロデュース」以降、多忙のため姿を消していたが、2006年の「復活!シャ乱Qの新曲&新メンバーをプロデュース」にて復活した。
2018年、72時間ホンネの旅にて岡村の扮装として再登場した。
このコーナーの他、「鉄人作家・伊藤」や極楽とんぼの片山勝三マネージャーなど、スタッフもののコントも多数存在する。

## ストーカー・危険な女
雛形が出演したTBSのドラマ『ストーカー・誘う女』をモチーフにしたコーナー。全3回。雛形が本家でも演じたヒロイン・上原ミチルが、毎回岡村演じる森田柊志に無理難題（「顔や後頭部で瓦割り」「向かってくるオオトカゲをできるだけ直前で避ける」など）を吹っかける。森田は最初は渋るのだが、ミチルにボコボコにされた挙句、やらされる羽目に。20周年記念のめちゃイケ郵送の企画の際、久しぶりに復活した。

## 笑う男
1999年初登場。元々はSHORT COOL内のキャラクター。シリアスなドラマの最中に、濱口扮するマッシュルームカットの男がおもむろに現れ、ただひたすら笑いながらその場を徘徊する。その場にいる者は釣られて笑ってはいけないのが掟だが、男の魔力に引きずり込まれるように笑ってしまう。
コーナーが終了した後も、別の企画で事あるごとに復活する。2007年春の紗理奈だまし（紗理奈VSほしのあき）や、2016年冬の君の心は。（岡村VSキングコング西野）2018年春、（矢部＆敦士ニューヨーク旅行）では大オチを担当した。
登場リスト
- 1999年1月16日「イケてる親権問題」(初登場)
- 1999年5月8日「土曜劇場 友という名のもとに」
- 1999年9月4日「ラグビー★ウォーズ〜泣き虫浩司先輩の7年戦争〜 」 ゲスト : 的場浩司
- 2000年3月11日「あすなろ爆笑」(あすなろ白書のパロディ) ゲスト : 石田ひかり
- 2001年11月10日「BROTHERなき戦い」(BROTHER・仁義なき戦いのパロディ) ゲスト : 西岡德馬

## めちゃイケギャンブラー矢部浩之の持ってけ100万円
人の往来の激しい場所に、封筒などの袋に入った矢部の持ち金を放置。30秒間誰も拾わなければ倍になって矢部に戻るが、拾われたらアウト・拾い主が全額獲得というコーナー。
細かいルールとして「30秒経過したらモニタリング場所から走って現金を取り戻しに行くが、その間に拾われてもアウト」「到着時点で最終的に封筒を持っていた人が獲得」「拾い主が佐野アナに封筒を返還した場合は佐野アナに現金の半分を貰える」「『ボーナスタイム』として通常の倍である60秒放置に成功したら賞金もさらに倍（4倍）」がある。また、封筒が拾われた際は現場に急行し、改めて拾い主に対して企画の説明と拾った現金が矢部の物であること、「矢部からのプレゼント」として現金が拾い主の物になることを説明している。
現金を置く佐野アナは、毎回チャレンジ場所に因んではいるものの、明らかに奇妙なコスプレをしている。最初と2番目の場所は毎回同じで、最初の場所であるフジテレビ構内では現金を拾われず全勝であったが、2箇所目の早稲田大学で全額を放置するも常に学生に拾われ、持ち金が0円となり、あさひ銀行（現・りそな銀行）早稲田支店で矢部の口座から大金をおろしてゲーム再開するという行動が定番となっていた。
めちゃモテ時代の1996年から1999年の大阪編まで年1回ペースで放送された。題目通りに合計100万円を獲得されて以降は終了後の矢部メイン企画は矢部オファーしちゃいましたシリーズへ移行されることになる。
その後、2011年2月26日放送の「ナインティナイン20周年スペシャル 〜ありがとうって伝えたくて〜」スペシャルでは「100万円を取り戻したくて」として12年ぶりに復活。賭け金はこれまでの損失額102万8850円一発勝負。さらに勝った場合は番組の代わりに岡村が支払うというルールで実行。結果は勝利となり岡村から102万円を手に入れた（しかし、その後の企画で岡村に高級腕時計を買わされたため結果的に損している）。
2015年5月9日放送のスペシャルでは、そこから4年ぶりに復活。2015年の27時間テレビ総合司会を務める矢部に対し「本気を見せてほしい」として決行。加えて当企画初のゲストとしてギャンブラーとして知られる坂上忍も参加した。この回では基本ルールに加え「それぞれのポイントにおいて両者が交互に挑戦」という形式で行った。さらに、最終戦ではサドンデス方式として「両者の現金をAKB48のライブ中に放置。先に拾われた方が負けとなり、勝者はその後に拾われても全額番組が保証。90秒間拾われなければ両者勝利」というルールで行われた。

## めちゃイケアニメ劇場 ポパイ&オリーブ
1997年にスタート。アメリカのロングセラー漫画『ポパイ』のパロディで、岡村と雛形がメインのゲームコーナー。岡村がポパイ、雛形がオリーブ、山本が敵のプルートとして登場。ブルートに食材などを盗まれ、それを取り返す名目でポパイが体を張ったゲームに挑む。前のコーナー「ストーカー・危険な女」の流れを引き継いでおり、オープニングではオリーブがポパイをパンチやキックなどで痛め付けたりポパイがドロップキックをして逆襲したりする。ゲームパートは、敵のブルートが物を落としてそれをポパイがキャッチするという内容。
- 1997年5月24日、「お弁当をお口でキャッチの巻」
- 1997年6月21日、「スプーンを洗わなきゃの巻」
- 1997年7月12日、「アクセサリーはどこだワン⁉︎の巻」
- 1997年8月9日、「ボールを探して！三千里の巻」
- 1997年9月13日、「残暑には冷蔵庫ざんしょ！の巻」
- 1998年1月10日、「鍋パーティーで初潜り！の巻」
- 1998年3月21日、「星の王子リゾートへ行く！の巻」

## フジテレビ温泉
「日本一周打ち上げの旅」（2004年12月放送）から派生したコーナー。リハーサル室に作られた温泉セットに入ってきてだまされた男性タレント（特にお笑い芸人）が、雛形・紗理奈・オアシズの「めちゃイケ4人娘」にひたすら体を洗わされる。洗われている間は番頭と丁稚が即興で盛り上げる。『シャンプー刑事』から誕生している。
- 番頭・岡村
- 丁稚・山本
- 矢部（実は被害者の1人、メンバーに対しツッコミを入れる）
- 末娘（大久保）：源氏名「チャーチル」
- 長女（光浦）：源氏名「ブリトニー」
- 三女（紗理奈）：源氏名「ジャネット」
- 養女（雛形）：源氏名?「野田」

## め安箱
目安箱のパロディ。フジテレビの1Fに置かれた「め安箱」から送られた視聴者の質問にメンバー全員が箱の中から答える。主にメンバーごとに送られた質問を箱の中央の窓から顔を出し、回答すると窓が閉められる（閉められた後も他のメンバーや箱の中の回答者の発言は放送される）。大オチで、岡村の番になるとラジオ風に曲紹介のフリをするのが恒例（一部例外として、濱口がオチの時もあった）。

## 只今参上!色とり忍者
2006年11月25日開始。山本の不祥事による降板に伴い終了した「単位上等!爆走数取団」の後継コーナー。メンバーの衣装やオープニングは往年の特撮テレビドラマ「仮面の忍者 赤影」のパロディとなっている。前身の2コーナーのように不祥事で打ち切られることはなかったが、2009年6月27日の放送分をもって事実上打ち切りとなり、しかも前身の2コーナーと違いめちゃイケ終盤でも復活しなかった。 2018年1月2日の72時間ホンネの旅にて武田が紫丸の格好で登場した。

### オープニング

#### 第一章
「豊臣秀吉が、まだ木下藤吉郎だった頃…(途中からそれまでの番組の流れを汲んだ台詞に変わった)」という台詞に始まり、「"ハゲの軍団"により盗まれた将軍家に伝わる壺を取り返すため、"忍法・色とりの術"で全国の忍びに恐れられる影の軍団、彩一族が壺のある城に潜入する」という旨の設定が解説される。映像途中から彩一族が1人ずつ紹介されていき、ゲスト登場以降は「（○敗中）」という表記がなされている。その後、赤兵衛達が城の前で『おはようございます』と挨拶し、その後赤兵衛が出演する『スッキリ!!』のようなスタイルで進行するのが定番。

#### 第二章
2008年からスタジオセットをリニューアルし、第二章が開始。「一向に壺を取り戻せず、将軍に呼び戻された忍者たちを師範(ゲスト)が教育する」という設定に変更された。スタジオ入りの早い順に登場し、最後に部屋に入ったものは遅刻とし、面白い言い訳をする。
第25回からは遅刻者が5個のお題の中から一つ選び芸をする「イロトリモネア」に挑戦し、5人中3人笑わせればクリア、笑わせなければ罰金1万円というペナルティが課せられる。

### ルール
メンバーがそれぞれ忍者の格好をして片ひざ立ちし、第1章はツボ、第2章は巻物を囲むように円形になる。そして、「シュッシュッシュシュシュ」の掛け声で始める（→から手裏剣に変更）。まず「赤い野菜」など、色とジャンルを指定し、それから連想される単語・事柄を次のメンバーが「シュッシュッ」の合いの手に次いで答える。さらに「シュッシュッ」と合いの手を入れてお題を出す…を繰り返す。同じお題・答えは何度使ってもよい。数取団同様、誰かがミスをするまでエンドレスで繰り返す。
第1ラウンド（潜入其一・修練其一）は、赤兵衛（加藤）からスタートする。それ以外は前ラウンドの敗者からスタートする。
難解なお題のこと、あるいはしばらく同じ色取りを展開したところで突然お題を変化させることを「裏切り」という。難解なお題を解答できた場合は「おみごと」「あっぱれ」のテロップが表示される。
お題の答えが人物（例：青い珊瑚礁→松田聖子など）である場合、敬称は付けても付けなくても良いが、あまりにも失礼だと判断された場合はゲームが途中で止まる事がある 。
ゲームを始める前に赤兵衛、あるいは前ラウンドの敗者が全員に向かって「〇〇でござるな？」と問うと、全員が「ダイジョーブ!!」といいながら親指を鼻にあてて横に手のひらを広げるやりとりがある。これも仮面の忍者 赤影で出演キャラクターの一人である青影がやっていたもの。
中盤以降、主に紫丸（武田）を起点に一周から二周ほどブルーな気持ち（青い気持ち）というお題が連続で出されることが暗黙の了解となっており、各メンバーが悲しかったり落ち込んだりした出来事などを答える。基本的にブルーな気持ちでアウトになることはほぼなく、事実上の大喜利のような時間となっている。
アウトになりお仕置きを受けるケースは以下の通りである。
- お題に対する答えがふさわしくない（ゲストによくあるミス。「シルバーな制服→◎※△」・「赤いフンドシ→???」など）
- 答えやお題を言えない・噛む[注釈 11]
- お題に色が入っていない
- お題の色が存在しない（その場合はお題を言った人がアウトとなる）[注釈 12]
- お題と答えが混じったようなお題（ゲストによくあるミス。「白いそうめん」・「赤い夕焼け」・「青い警察」・「黄色い玉子」・「青い空」など）
- 「食べ物」と「料理」は別のお題として区別されており、「料理」の時に食材名を答えるのもアウトになる。（例:赤い料理→トマトスパゲッティはセーフ、トマトはアウト）

#### アウトの場合
第1章（2007年以前）では、アウトになると法螺貝が鳴り響いて「ツボ係」としてツボ押しジジイ率いるハゲの軍団（一部の回では特殊なパターンになることがある）に無理矢理ツボ押しをされる。
- この罰ゲームはメンバーたちに本番まで伝えられていなかったらしい（数取団も同様）。
- 罰ゲームのBGMはおいなりーず「青汁ファイト!」の替え歌（原曲の「青汁」を「ツボ押し」に替えたもの）。
- 罰ゲーム時のテロップは「ツボ係・○○○（×回目）」。例として「ツボ係・赤兵衛（3回目）」であると赤兵衛（加藤）が第1章で3回目の罰ゲームということになる。また、初回と2回目ではテロップが「ツボ係・赤兵衛（×回目）」・「ツボ係・黄太郎（×回目）」・「ツボ係・白佐衛門（×回目）」・「ツボ係・緑吉（×回目）」・「ツボ係・青助（×回目）」・「ツボ係・紫丸（×回目）」とメンバーごとに変わっていたが、3回目以降は白で固定となった。
- 最後に罰ゲームを受けるとマル秘写真の入った矢文が渡される事がある。

第2章（2008年以降）ではアウトになると鈴が鳴り響いて徳川綱吉のパロディである将軍・徳川綱引（演：マッスル坂井）が登場し、将軍との綱引き勝負を行うことになる。将軍の力はとてつもなく、アウトになった者は容赦なく思いっきり引っ張られ、白い粉が敷き詰められた庭に落下する。
- 最後に罰ゲームを受けたプレイヤーには、マル秘写真がプリントされた巻物「秘伝の書」を渡されることがある（矢文と共に数取団から引き継がれたシステムで、後に『めちゃギントン』でも同じようなシステムが導入される）。また、ゲストによってBGMが異なり、TOKIOは「うわさのキッス」、薬丸裕英はシブがき隊の「NAI・NAI 16」が流れた。
- 足から着地する・腰元に攻撃する・綱引きを放棄する・フライング・綱が手から抜けるなどの反則行為をした場合は将軍が激怒し（赤兵衛・白佐衛門・ロンドンブーツ1号2号の田村淳・佐藤隆太・宮川大輔・つるの剛士・山本裕典・ガレッジセールのゴリ・オードリーの春日俊彰・misono・品川庄司の品川祐・嵐の大野智・山下しげのりなど。特に赤兵衛は4回も将軍様に激怒されている）、手で掴まれて顔面から白い粉に無理矢理叩きつけられたり、ブレーンバスターなどのプロレス技を食らわされるなどの追加制裁を受ける羽目となる。
- これまでにメンバー・ゲスト合わせて将軍（マッスル坂井）に勝利した者はいない。
- レギュラーメンバーやゲストはもちろんのこと、たとえ芸人以外、さらには女性であっても容赦はない。実際に里田まいも手加減なしで綱引きで引っ張られ白い粉の餌食となっているほか、misonoが綱引き放棄によるプロレス技の制裁を受けている。
- 和田アキ子・石垣佑磨・武田修宏がゲストの回では和田が腰椎椎間板ヘルニアのためお仕置きを受けられず、他の出演者が和田を持ち上げて粉の中に優しく下ろし、一同で「アッコさんおめでとう」と言いながら白い粉をかけるという形で対応した。同回では和田のマネージャー・西尾聖もお仕置きを受けた[注釈 14]
- 品川祐・成宮寛貴の回では品川がお仕置きを受ける時のみ、相方の庄司智春が将軍として登場した。
- 罰ゲームのBGMは世良公則&ツイスト「銃爪」のサビ[注釈 15]。
- テロップは「お仕置き・○○○（×回目）」。例として「お仕置き・青助（2回目）」だと青助（岡村）が第二章で2回目の罰ゲームということになる。

### 美しい色とり・難しいお題
有名人系
- 赤い有名人→赤井英和、赤木春恵、赤坂泰彦、赤楚衛二、赤西仁、赤坂晃、レッド吉田、赤塚不二夫など
- 茶色い有名人→加藤茶、茶風林、小林一茶など
- 黄色い有名人→黄川田将也
- 青い有名人→青山テルマ、青木さやか、青木功、青田典子、青木隆治、青山剛昌、青山良平など
- 白い有名人→白木みのる、白石美帆、白石麻衣、上白石萌音など
- 黒い有名人→黒田アーサー、黒木瞳、黒木メイサ、黒石八郎など
- 緑の有名人→緑川光、緑川静香、ミドリカワ書房など
- ピンクの有名人→菊池桃子、桃井かおり、嗣永桃子、桃月なしこなど
- ゴールドの有名人→金子賢、小金沢昇司、金子さやか、金子貴俊、金田明夫、金田美香など

曲名系
- 真っ赤な女の子→小泉今日子
- 真赤な太陽→美空ひばり
- 赤いスイートピー→松田聖子
- 赤い糸→コブクロ
- 赤い砂漠の伝説→島谷ひとみ
- 赤いドレス→工藤静香
- 赤いフリージア→メロン記念日
- 黄色いチューリップ→小泉今日子
- 青い珊瑚礁→松田聖子
- 青いイナズマ→SMAP
- 青い果実→山口百恵
- 青いスタスィオン→河合その子
- 緑の日々→オフコース
- ピンクのモーツァルト→松田聖子
- オレンジの河→今井美樹
- 白いパラソル→松田聖子
- 白い珊瑚礁→ズー・ニー・ヴー
- 白い恋人達→桑田佳祐
- 白いカイト→My Little Lover
- 白い夏→岡村孝子
- 黒い青春→B'z

チーム系
- 赤いチーム→サッカー韓国代表、名古屋グランパス、浦和レッズ、広島カープ、千葉ジェッツ、バスケ日本代表など
- オレンジのチーム→読売ジャイアンツ、清水エスパルス、大宮アルディージャなど
- 黄色いチーム→サッカーブラジル代表、阪神タイガース、柏レイソルなど
- 青いチーム→サッカー日本代表、横浜ベイスターズ、中日ドラゴンズ、横浜F・マリノスなど
- 白いチーム→サッカーイングランド代表など
- 緑のチーム→東京ヴェルディ、南海ホークス、横浜エクセレンス、神戸ストークスなど
- 黒いチーム→ラグビーニュージーランド代表、アルティーリ千葉など
- 紫のチーム→京都パープルサンガ、サンフレッチェ広島など
- ピンクのチーム→秋田ノーザンハピネッツなど
- 茶色いチーム→東北楽天ゴールデンイーグルス、越谷アルファーズなど
- ゴールドのチーム→琉球ゴールデンキングスなど

グループ系
- 赤いグループ→レッド・ウォーリアーズ
- オレンジのグループ→ORANGE RANGE
- 黄色いグループ→THE YELLOW MONKEY
- 緑のグループ→GReeeeN
- 青いグループ→ブルーハーツ
- 紫のグループ→紫SHIKIBU
- 黒いグループ→黒夢、ブラックビスケッツ
- ゴールドのグループ→ゴールデンハーフ、ゴールデンボンバーなど

キャラクター系
- 赤いキャラクター→エルモ、ムック、マリオ、ジバニャン、モンキー・D・ルフィ、スパイダーマン、赤血球など
- 緑のキャラクター→ガチャピン、ケロロ軍曹、緑谷出久、ルイージ、ヨッシー、グリンチ、くちぱっちなど
- 青いキャラクター→クッキーモンスター、スライム、ソニック、スティッチ、ドラえもん、ニャンちゅう、コッシーなど
- 紫のキャラクター→ゲンガー、ニコ・ロビンなど
- 黒いキャラクター→ばいきんまん、クロミ、くろまめっち、ススワタリ、バッドばつ丸、キラーT細胞など
- 黄色いキャラクター→ピカチュウ、まめっち、スプー、クッパ、スポンジ・ボブ、ビッグバード、キスケ、パックマンなど
- ピンクのキャラクター→カービィ、プリン、マイメロディ、トニートニー・チョッパー、NOVAうさぎ、竈門禰󠄀豆子、ピグレットなど
- 茶色いキャラクター→どーもくん、ディグダなど
- オレンジのキャラクター→カレーパンマン、ヒトカゲ、ナミ、ティガー、ドキンちゃん、日向翔陽など
- 白いキャラクター→ウィスパー、白血球、ゴマちゃん、シロ、スヌーピー、オラフなど

アイドル系
- 赤いアイドル→百田夏菜子、坂井仁香、立花琴未、月足天音、朝比奈れい、橋迫鈴、伊達花彩、石井蘭など
- 黄色いアイドル→玉井詩織、古澤里紗、早瀬ノエル、菅田愛貴など
- 緑のアイドル→吉川ひより、柳川みあ、永堀ゆめ、櫻井優衣、川名凛、板倉可奈など
- 青いアイドル→藍井すず、後藤花、辻野かなみ、辻こはる、桐原美月など
- 紫のアイドル→仲川瑠夏、杏ジュリア、高城れに、工藤のかなど
- ピンクのアイドル→佐々木彩夏、小泉遥香、松本かれん、桜庭遥花、村川緋杏、日比野芽奈など
- オレンジのアイドル→鎮西寿々歌、川本笑瑠など
- 白いアイドル→藤宮めい、松本わかな、相沢梨紗、井上玲音など
- 黒いアイドル→笠原桃奈など

果物
- 赤い果物→りんご、いちご、さくらんぼなど
- オレンジの果物→みかん、グレープフルーツ、デコポンなど
- 黄色い果物→バナナ、レモン、パイナップルなど
- 緑の果物→キウイ、マスカット、かぼす、シークヮーサーなど
- 青い果物→ブルーベリー
- 紫の果物→ぶどう、ドラゴンフルーツ
- ピンクの果物→桃
- 白い果物→白桃

料理
- 赤い料理→チゲ鍋、トマトスープ
- オレンジの料理→ナポリタン
- 黄色い料理→玉子焼き、オムライス、オムレツ
- 緑の料理→サラダ、ほうれん草のおひたし、グリーンカレー
- 青い料理→バッテラ
- ピンクの料理→たらこスパゲティ
- 黒い料理→イカスミのパスタ、黒カレー
- 白い料理→ホワイトシチュー(クリームシチューでも可)、イカそうめん、ご飯

飲み物
- 赤い飲み物→トマトジュース、赤ワイン
- オレンジの飲み物→オレンジジュース
- 茶色い飲み物→ほうじ茶、烏龍茶、コーヒー牛乳など
- 黄色い飲み物→バナナジュース、レモンスカッシュ
- 緑の飲み物→緑茶、青汁など
- 青い飲み物→ブルーハワイ
- 紫の飲み物→ぶどうジュース
- ピンクの飲み物→ドンペリロゼ
- 白い飲み物→牛乳、白ワイン、マッコリ
- 黒い飲み物→コーラ、コーヒー
- ゴールドの飲み物→ビール、シャンパン

看板
- 赤い看板→ガスト、アイフル、アコム、ニッポンレンタカーなど
- 青い看板→武富士、洋服の青山、ネッツトヨタなど
- 黄色い看板→プロミス、ココス、イエローハットなど
- 緑の看板→サイゼリヤ、レイク、スターバックス、業務スーパーなど

国旗
- 赤い国旗→中国、トルコ、チュニジアなど
- 緑の国旗→ブラジル

景色
- 赤い景色→夕焼け
- 茶色い景色→トンネル
- 黄色い景色→菜の花畑
- 緑の景色→森、草原など
- 青い景色→空、青空、海、オホーツク海など
- 紫の景色→ラベンダー、ラベンダー畑など
- ピンクの景色→桜並木
- 白い景色→ゲレンデ
- 黒い景色→夜空
- ゴールドの景色→砂漠

彩一族
- 赤い忍者→赤兵衛
- 黄色い忍者→黄太郎
- 白い忍者→白左衛門
- 緑の忍者→緑吉
- 青い忍者→青助
- 紫の忍者→紫丸

### 彩一族
赤兵衛-加藤浩次
第1章：6敗、第2章：6敗、合計：12敗、色取り率89.2％ (最下位)、遅刻3回
ゲームコーナーでは初の進行役を務めるが、お題を出題する前者がゲストの為か独特の裏切りに引っかかることが多く、メンバーの中で唯一、二桁台のアウト数を誇る。また、第二章では将軍にかなり嫌われていた。
- 巻之一の1回戦で、「紫の果物」を「ぶどう」と答えて正解したが、お題を出す時に「赤いラッシャ」と噛んでしまい、記念すべき1敗目。
- 巻之四の3回戦で、「肌色の調味料」を「ごまつぶの…やつだ」と戸惑ってしまったことで、2敗目を喫する。
- 巻之八の1回戦で、「シルバーの景色」と色とフレーズが合わないお題を出してしまい、14連勝ストップの3敗目。
- 巻之八の4回戦で、「茶色い飲み物」を「お茶の煎茶」と答えて、4敗目。
- 巻之十一の2回戦で、「シルバーの妖怪」で「銀閣寺」と勘違いして答えたため、5敗目。
- 巻之十四の4回戦で、「緑のチーム」を「みどりベイスターズ」と言ってしまい、6敗目。
- 巻之十五の1回戦で、「黒いお城」ででたらめに答えてしまい、7敗目。
- 巻之十六の3回戦で、「緑のお寿司」を「しゃっきんむし」と答え、8敗目。
- 巻之二十の2回戦で、「ピンクの飲み物」を「ピンクパンサー」と間違え、9敗目。
- 巻之二十二の2回戦で、「赤い有名人」を「赤兵衛」と答えてしまい、10敗目を喫する。
- 巻之二十四の4回戦で、「ゴールドの有名人」を「ゴールデンバット」と間違えてしまい、11敗目。
- 巻之二十七の4回戦で、「青いスイーツ」を「ブルーな甘いヤツ～」と答えをミスってしまい、12敗目。

黄太郎-濱口優
第1章：5敗、第2章：1敗、合計：6敗、色取り率94.6％ (4位)、遅刻2回
成績は安定していたが、第1章では緑の動物→おくまさん、赤い魚→あかさかな、緑の花→（答えは）ないと言ってしまうなど、過去のゲームコーナーに比べ「バカ」な一面を多く見せていた。
- 巻之一の2回戦で、「緑の動物」を「おくまさん」と言ってしまい、1敗目。
- 巻之二の2回戦で、「オレンジのチーム」を「台湾代表」と間違えてしまい、2敗目。
- 巻之六の4回戦で、「赤い魚」を「あかさかな」とわけのわからない答えを言ってしまい、3敗目。
- 巻之九の2回戦で、「白いチーム」を「清水エスパルス」と間違え、4敗目。
- 巻之十四の3回戦で、「黄色いロボット」を「ダメロボ」と答えてしまい、5敗目。
- 巻之十六の1回戦で、「紫のスイーツ」を「紫いものスイーツ」と答えてしまい、6敗目。

白佐衛門-矢部浩之
第1章：7敗、第2章：1敗、合計：8敗、色取り率92.8％ (5位)、遅刻3回
これまでのゲームと違って色とりは苦手なのか真っ先に5敗を喫する。ただ、第2章では罰ゲームの回数は減った。
- 巻之一の4回戦で、「緑の景色」を「菜の花畑」と間違え、1敗目。
- 巻之二の1回戦で、「緑の果物」を「きゅうり」と間違え、2敗目。これが初の連敗となる。
- 巻之三の5回戦で、「白い果物」を何も言わずにアウトとなり、3敗目。
- 巻之四の1回戦で、「緑の花」を「草」と答えたが、意味不明と見なされアウトとなり、4敗目を喫する。
- 巻之四の2回戦で、「赤いきつね」を「緑のたぬき」と答えてしまい、自身2度目の連敗・真っ先に5敗目を喫することとなった。
- 巻之四の4回戦で、「ゴールドのお寿司」と出され「何やわからん」と言い出してしまい、6敗目。
- 巻之十五の5回戦で、「黄色い野菜」を答え忘れ、とっさに「パプリカ」を思い出すも、時すでに遅し。8敗目となった。

緑吉-有野晋哉
第1章：1敗、第2章：1敗、合計：2敗、色取り率98.2％ (2位)、エキシビション1回、遅刻3回、欠席1回
化膿性肺炎治療のため、一時期欠席していたが、第1章、第2章ともに好成績を残した。
- 巻之二の4回戦で、「緑のチーム」を「横浜ヴェルディ」と存在しないチームを答えてしまい、1敗目。これにより彩一族全員がツボ押しを経験することとなる。
- 巻之二十五の3回戦で、「黒い映画」を「幸福の黄色いハンカチ」と間違えてしまい、大記録の94連勝で止まり、久々の敗北。2敗目となる。

紫丸-武田真治
第1章：1敗、第2章：0敗、合計：1敗、色取り率99.1％ (1位)、免れ1回、ビンタ2回、遅刻2回
第1章では青助やハゲの軍団に邪険に扱われがちに。第2章では全勝を達成し、綱引きを取らなかった。
- 巻之二の3回戦で、「茶色い果物」を何も言わずにアウトとなり、最初で最後の敗北となった。

青助-岡村隆史
第1章：3敗、第2章：2敗、合計：5敗、色取り率95.5％ (3位)、免れ2回、遅刻2回
第二章の罰ゲームでは体重の軽さからかよく飛び、最高記録地点に「青助」の矢印看板が建てられた。最高記録は4.2m。
- 巻之一の3回戦で、「茶色い料理」を「ごぼうのおひたし」と間違え、1敗目。
- 巻之五の2回戦で、「黄色い漬物」を「おこうこ」と答えたが、ノーカウントに。しかし、3回戦で「白いロボット」ででたらめな答えを言ってしまい、2敗目。
- 巻之十三の2回戦で、「黄色い飲み物」を「レモンジュース」と可愛く答えようとしたが、可愛さを意識しすぎたか「ジュース」の部分を噛んでしまい、大記録の32連勝でストップし3敗目となった。
- 巻之十五の4回戦で、「黒い楽器」を「トランペット」と答えてしまい、4敗目。
- 巻之十六の2回戦で、「青い野菜」を「あおやさい」と答え、5敗目。

第3回・第5回以降はゲストが出演し、第1章は助っ人忍者「○影殿」として、第2章は師範「○○先生（リニューアル初回のロンドンブーツ1号2号のみ第1章と同じ）」として登場する（○○内はいずれもゲストの苗字）。ゲストの衣装は白か茶色の忍者服を着用するが、映画の番宣等で出演する際はそのままの衣装で出演することもある。第1章・第2章合せて色取り率30.7％。

### 罰ゲームの登場人物

#### 第1章
- 赤ハゲ-？
- 青ハゲ-？
- 黄ハゲ-？
- 緑ハゲ-中川たけし
- 桃ハゲ-アレクサンダー大塚

#### 第2章
- 徳川綱引-マッスル坂井
- 尼さん-鈴樹志保

### サブタイトル・コーナー最後の言葉

#### 第1章
巻の一『六人の忍、押されて候』（2006年11月25日）
- 学校や職場でやってもダイジョーブ!

巻の二『黄太郎のパイナップル』（2006年12月2日）
- 忘年会用に練習始めてもダイジョーブ!

巻の三『中影殿と紅白色とり合戦』（2007年1月6日）
- ゲスト：中居正広
- そうめん中居の旅は続く[注釈 16]。

巻の四『白佐衛門フェスティバル』（2007年1月27日）
- （矢部が5敗を獲得したため）白佐衛門には勝てるからダイジョーブ!

巻の五『水道橋で会いましょう』（2007年2月10日）
- ゲスト：内山信二
- 後楽園ホール予約したのでダイジョーブ!

巻の六『晴れ、ときどきツボ押し』（2007年3月3日）
- ゲスト：石原良純
- 春SPはTOKIOでダイジョーブ!

巻の七『そのツボを押してゆけ』（TOKIOのヒット曲『宙船（そらふね）』の歌詞のもじり）（2007年4月14日）
- ゲスト：TOKIO（国分太一・松岡昌宏・城島茂・長瀬智也・山口達也）
- （明日からメントレGが始まる宣伝）日曜9時はTOKIOでダイジョーブ!

巻の八『夜はお城でツボ押しかい?』（『ゲゲゲの鬼太郎』のテーマソングの歌詞のもじり）（2007年4月28日）
- 鬼太郎殿（ウエンツ瑛士）・目玉おやじ
- （目玉のおやじが三軒茶屋[注釈 17]まで帰ると言ったことに対して）まだ電車あるのでダイジョーブ!

巻の九『ライオンちゃん大ピンチ』（ライオンちゃんはタカの服にいつも付いているイラスト）（2007年6月16日）
- ゲスト：タカアンドトシ（タカ・トシ）
- （最後のツボ係の後にタカアンドトシが喧嘩を始めるも、タカの恫喝が稚拙だったため）全然恐くないのでダイジョーブ!

巻の十『総武線の女子高生 キレる』（柳原可奈子の持ちネタ）（2007年7月7日）
- ゲスト：彦麻呂・柳原可奈子・笑福亭笑瓶
- 相手が女性でもダイジョーブ!

巻の十一『助けてくれよ!お師匠さん』（ドラマ西遊記の番宣のため）（2007年7月21日）
- ゲスト：孫悟空殿（香取慎吾）
- （来週土曜日・日曜日に27時間テレビが放送されるため）来週は27時間テレビでダイジョーブ!

巻の十二『色とりワールドGP開幕』（めちゃイケ放送後にK-1WORLDGPの中継が組まれていた）（2007年8月18日）
- ゲスト：ボビー・オロゴン・弟影殿（アンディ・オロゴン）・ヘリョン
- 奥さん見てるけどダイジョーブ!?

巻の十三『永遠にともにツボ押し』（陣内智則が自身の結婚披露宴で妻・藤原紀香に弾き語りで披露した曲から）（2007年9月8日）
- ゲスト：たむらけんじ・陣内智則
- （たむらけんじが矢文を燃やした後にやけどをしたため）まだコピーあるからダイジョーブ!

巻の十四『イケメン色とりパラダイス』（小栗旬が出演していた『花ざかりの君たちへ〜イケメン♂パラダイス〜』のタイトルのもじり）（2007年10月20日）
- ゲスト：小栗旬・高岡蒼佑
- （秘密をばらされ怒った火の竜がセットの蝋燭で赤兵衛を火あぶりにしようとしたため）良い子は真似しないからダイジョーブ!

第2章
巻の十五『恐怖!将軍様のお仕置き』（2008年1月5日）
- ロンドンブーツ1号2号（田村亮・田村淳)
- （田村淳が某女優とのツーショット写真を公開されるなどして怒った事に対し、1月9日の「ザ・ベストハウス123新春SP!!」の宣伝テロップを表示して）お詫びに告知するからダイジョーブ!

巻の十六『薬丸先生の「秘伝の書」』（2008年2月9日）
- ゲスト：薬丸裕英
- （「秘伝の書」にてのシブがき隊が解散をした年が）20年前の話だからダイジョーブ!

巻の十七『ガチンコ☆色とりボーイズ』（佐藤隆太が主演の『ガチ☆ボーイ』のもじり）（2008年2月23日）
- ゲスト：佐藤隆太・宮川大輔
- （来週に映画「ガチ☆ボーイ」が公開されるため）3月1日は「ガチ☆ボーイ」でダイジョーブ!

巻の十八『色とり史上最低の戦い』（2008年4月19日）
- ゲスト：羞恥心（つるの剛士・野久保直樹・上地雄輔）
- （「羞恥心」を歌おうとしたら赤兵衛にドロップキックをされたので）聞きたい人はCD買えばダイジョーブ!

巻の十九『今度は泣いても許さない』（和田が前回「爆走数取団」で出演した際に泣いたため。そのときのサブタイトル『泣いて許して』をもじったもの）（2008年5月24日）
- ゲスト：石垣佑磨・武田修宏・和田アキ子・（西尾マネージャー）
- （和田が最後に粉まみれになった際に岡村から粉を顔になすりつけられたことから和田が岡村たちの顔をたたくなどしたので）この調子で50周年もダイジョーブ!

巻の二十『涙のヒットエンドイヤ〜ン』（鳥居みゆきの持ちギャグ『ヒットエンドラーン！』のもじり）（2008年6月28日）
- ゲスト：カンニング竹山・髭男爵・鳥居みゆき
- （鳥居が結婚式の時の夫とのツーショット写真を秘伝の書に載せられて素の女のリアクションをしたことから）ちょっと安心したのでダイジョーブ!!

巻の二十一『月9とからめてヨカッター!!』（山本高広の織田裕二のものまね『地球に生まれてヨカッター!!』のもじり）（2008年8月30日）
- ゲスト：岡田将生・山本裕典・山本高広
- （本物からの秘メッセージを見た山本が青ざめた後）たぶん怒ってないからダイジョーブ！

巻の二十二『ルーム・オブ・色とりキング』（水嶋ヒロ、板尾創路の出演するドラマ『Room Of King』のもじり）（2008年10月18日）
- ゲスト：水嶋ヒロ・板尾創路先生
- （最後に水嶋先生が粉落ちした後に）白くてもイケメンだからダイジョーブ!!

巻の二十三『顔面ホワイトクリスマス』（里田まい with 合田兄弟のデビュー曲『もうすぐクリスマス』と、12月10日発売の羞恥心の新曲シングル『弱虫サンタ』とかけたもの）（2008年12月13日）
- ゲスト：里田まい with 合田兄妹（里田まい・misono・藤本敏史）
- （超人気アイドルとの秘ツーショット写真を里田とmisonoに奪われた藤本が取り返そうとしたが、滑って粉に落ちた後）粉に埋めておけばダイジョーブ!!

巻の二十四『VS嵐の新春色とり決定戦』（2009年1月3日）
- ゲスト：嵐（相葉雅紀→松本潤・櫻井翔・大野智・二宮和也）
- （翌週の同時間帯に嵐のレギュラー番組『VS嵐』のスペシャルが放送されるため）来週、土曜はVS嵐でダイジョーブ!!

巻の二十五『涙と友情のバックドロップ』（2009年3月7日）
- ゲスト：成宮寛貴・品川祐監督

巻の二十六『大人気アラフォー芸人祭り』（2009年5月30日）
- ゲスト：紫SHIKIBU（なっくん・みっくん・ほとちゃん・しゃっくん・リーゴ・ヤマペー）
- （みっくんの「秘伝の書」について赤兵衛が「明日の『スッキリ!!』で話す」と言ったため）明日は日曜日だからダイジョーブ!!（しかし、撮影日が土曜日ではなかった）[注釈 18]

巻の二十七『ここは男の戦場なんだよ』（2009年6月27日）
- ゲスト：キャンパスナイトフジ（オードリー（春日俊彰・若林正恭）・ナイツ（塙宣之・土屋信之）・ハライチ（澤部佑・岩井勇気））

## 中嶋デスノート
小畑健の漫画『DEATH NOTE』のパロディ。ナイナイ扮するヤベ神月（やべがみ ライト）とオカリュークが進行を務める。
当時のプロデューサー中嶋優一が企画会議中、片岡飛鳥総監督を筆頭とするスタッフ陣（ディレクターや構成作家など）の発言を基に、企画案や出演者・スタッフへの連絡事項をメモしているノート「中嶋デスノート」に書かれた文章をピックアップし、まだ実行されていない「ダメ企画」をやらせ、メンバーを『死亡』させるコーナー。
当然のことながら練られていない企画にメンバーが赤っ恥や大すべりをすることがほとんどであったが、『マシ・オカ出たい』という文章から『HEROES』に出演していたマシ・オカが実際に出演。かなりのめちゃイケファンであるマシ・オカのリクエストに応え、めちゃイケの名物企画を体験してもらう企画も行われた。
また、カガリDの『カガリ離婚→会社に報告』では、カガリDの元妻がフードコーディネーターでシンクロナイズドテイスティングを担当しており、この離婚が元でコーナー自体が打ち切りになったことが発覚した（後に新年スペシャルのみで復活し、以降は年1回のペースで放送された）。

## B.C.ブサイク・コロシアム
『B.C.ビューティー・コロシアム』のパロディ。容姿のコンプレックスに悩みを持つ相談者を美しく変身させる同番組とは逆で、バラエティ番組でもっとウケたいと願う芸人以外の美人女性タレントをブサイクな顔に変身させる、という名目で美人女性タレントを嘘の用件で呼び出し特殊メイクで無理やりブサイクに変身させるというもの（当然本人は拒否するが、後述のブサイクのプロフェッショナルや岡村により言いくるめられ結局メイクをされる）。テーマ曲は、本家と同一のものが使われていた。岡村は本家で司会を務めていた和田アキ子に扮しているが、和田と岡村の身長の差を逆手に取って「小和田アキ子」と名乗っていた。本家における「美のプロフェッショナル」は、「ブサイクのプロフェッショナル」としてオアシズらブサイク枠の芸人が出演していた。

## 突然熱湯コマーシャル
日本テレビの『スーパージョッキー』の人気コーナー「熱湯コマーシャル」を元ネタにしたパロディ。元々は、岡村が出演した映画『少林少女』の宣伝企画として放送されたものが原型となっている。
レフェリーを矢部（本家でのガダルカナル・タカの役割）、「熱湯兄弟」に加藤・濱口・岡村（加藤と濱口は手ぬぐいとハッピを、岡村はハゲのカツラと「熱湯長女」と書かれた黄色いビキニを着用）が扮し、フジテレビ内の廊下などの床下に隠された熱湯風呂に突然はまった芸能人が、熱湯に浸かっていた時間を番組などの宣伝タイムとして獲得し、直後に宣伝してもらう。時間計測は本家とは違い、矢部がストップウオッチで計る。
また、落とし穴だけでなく移動用車両のバックドアが自動的に開き、後部座席が倒れてその座席に乗っていた人物が熱湯に落ちるパターンもある（この車両は、他の企画やとんねるずのみなさんのおかげでした内の企画『全落・水落シリーズ』にも流用される）。
コーナーとして行われなくなってからは、他の企画に内包される形で不定期に行われた。
番組最終回である2018年3月31日に、復活兼コーナーの最終回が行われた。なお、最終回では当時コーナーレギュラーではなかった有野や山本も加わった。

## 容疑者Oの変身
『山奥〜豚の乱〜』の流れを汲むコーナーで、タイトルは映画『容疑者Xの献身』のパロディ。大久保以外の9人が「ある事件の犯人」を目撃したことで、小野寺昭演じる刑事（通称・デンカ）に呼び出されたという設定で、隣の部屋で取調中の犯人らしき不審人物（大久保）の顔を見て犯人かどうかを確認する、いわゆる「面通し」を行う。しかしマジックミラー（実際は素通し）越しの犯人は思わず笑ってしまいそうな変装をしており、メンバーは大久保の変装・行動・表情と小野寺が読み上げる容疑者の罪状・身の上の情報(こちらにも笑わせる要素が多分に含まれている)に対して笑ってしまわないように耐えなくてはならない（明らかに特定の出演者に目を合わせたりして笑わせにくることがある）。面通し終了後、一番笑いのひどかった目撃者は「被害者感情を傷つけた」として罰ゲームに被害者のマツイヨウコさんから「ちょっとあなた！」と引き出され、強烈ビンタを食らわされる（しかし、個人の被害者が発生しているとは考えにくい罪状の場合もある）。ビンタは加藤、濱口、紗理奈が2回ずつ、岡村と矢部が1回ずつ受けている。
このコーナーで登場した「コシノジュンペイ（51歳・男）」はお台場合衆国でもMECHAIKE 21のデザインを手がけたという設定で再登場した。「コシノジュンペイ」は『ガリタ食堂』で人力車の運転手で登場した事もある。

## 集中寺（しゅうちゅうじ）
2010年2月20日開始。「芸能人が日頃の雑念を払いに来るお寺」という設定の架空の寺「集中寺」を舞台に「集中ゲーム」を行う。「只今参上!色とり忍者」に代わって放送が開始された。めちゃイケの5代目のゲームコーナーである。オープニング映像やBGM等はJR東海のコマーシャル「そうだ 京都、行こう。」をモチーフにしている。
挑戦者は壁の方を向いて坐禅を組んで待機し、「数取団」で関取団のリーダーとして登場した火の竜清徳扮する「平野和尚」にタッチされた者が解答者となる。和尚はメンバーの後ろをゆっくりと巡回するが、稀に部屋を斜めに横切る、特定の参加者を睨み付ける、ムーンウォークをする、反対回りに巡回する、あっちこっち行ったり来たりとジグザグ歩きをするなど「コミカルな動き」をすることがある。
解答者は目をつぶった状態で、和尚にある物を手の上に落とされる。その後落とされた物が何かを触覚と集中力のみで判断し、「さーん、にーい、いーち」とお経のような口調で3秒（スペシャルでは5〜10秒）数えられる間にその名称を口頭で答える。落とされた物が手から落ちてしまった場合の救済措置はなく、目をつぶったまま自分で拾う必要がある。間違える、または時間内に答えられなかった者は和尚に警策で肩を強打されると同時に「喝」を入れられる。正解した場合はそのまま隣の解答者に出題、以下、誰かが叩かれるか全員正解するまで繰り返される。
基本的には正確な名称を挙げなければ不正解となるが、「数取団」などと同様に「みんなが納得する呼び名」であれば正解と認められる（例：「ナス」→「なすび」、「スクイーザー」→「レモン絞り器」、「ペッパーミル」→「胡椒挽き」、「天狗のお面」→「天狗の面」等）。
なお、初回はルール説明全く無しのぶっつけ本番で行われ、加藤の不正解後にメンバー全員でルールを推測して、ゲームを理解していった。
2010年8月21日で最後となり、わずか半年という早さで終了となった。また、色とり忍者も同様、めちゃイケ終盤でも復活しなかった。後継コーナーは2013年6月1日に放送を開始した「めちゃギントン」で、武田を除いた5人が引き続き出演。
成績
- 岡村隆史 (1勝5敗) 勝率:16.666％
- 矢部浩之 (2勝3敗) 勝率:40％
- 濱口優 (6勝1敗) 勝率:85.714％
- 有野晋哉 (3勝0敗) 勝率:100％
- 加藤浩次 (6勝3敗) 勝率:66.667％
- 雛形あきこ (5勝1敗) 勝率:83.333％
- 鈴木紗理奈 (2勝1敗) 勝率:66.667％
- 大久保佳代子 (5勝1敗) 勝率:83.333％
- 光浦靖子 (6勝1敗) 勝率:85.714％
- 武田真治 (5勝1敗) 勝率:83.333％

## みんなでデブエット→ガリタ食堂
岡村が休養明けに減量に励む中、逆に標準体重よりも痩せすぎている矢部を太らせ、理想の体型にするという企画。いわば「太る方限定のダイエット」企画であるが、番組内では「デブエット」という造語が使用されている。「ガリタ食堂」と称して、カガリP扮する栄養士のガリタさん（ガリ田ガリ子）と共に、ガリタが普段通っている飲食店を回っては、ガリタと同じ高カロリーメニューをただひたすら食べ続ける。当初は岡村のダイエットに合わせた単発のスペシャル企画だったが、好評であったためレギュラーコーナー化した。レギュラー化後は番宣目的のゲストをメインとしたコーナーになったため、矢部を太らせるという企画趣旨は形骸化したが、一応矢部は全回に参加している。当初は矢部とゲストの体重測定も行われ、より太った方が勝利という対決形式が行われた回もあったが、後に廃止された（なお、この対決企画が行われた2013年2月16日放送分にて、食事をしたにもかかわらずゲストの瑛太の体重が開始時より減るという珍事が起きたことがある）。
カガリPが常人の数倍の量を食べる大食漢であるため、矢部やゲストは1軒目から完食に苦労する。どうしても食べきれない場合は、ダイエット中の岡村が少し、残りはカガリ（第1回では、ガリタの助手として出演した高橋真麻アナ）が食べる。
1品食べるごとにカロリーが加算され、どの程度食べているのかが視聴者にもわかるようになっている。ロケで立ち寄った店には「ガリタ出没注意」という、カガリPが来店することを示すステッカーが貼られる。また、飲食店に行くだけでなく、ガリタの手料理を食べることもある。
この企画の放送以降「ガリタ」ことカガリPの人気が急上昇し、2013年3月30日には明治神宮野球場で行われた東京ヤクルトスワローズ対阪神タイガース戦で、カガリPがガリタの姿で始球式を行った。また、同年5月25日には映画『体脂肪計タニタの社員食堂』の宣伝を兼ね、パロディ元である丸の内タニタ食堂とのコラボレーションを行った。同時期に「フジテレビワンツーネクスト」のイメージキャラクターに任命され、ポスターを飾った。
2013年7月にはAndroidアプリとして、ガリタの出没した店舗を検索できる「ガリタマップ」がリリースされた。
2013年12月には、ドラマ『サザエさん』でガリタが本人役として出演した。
小栗旬が登場した回では岡村が紹介する『コリタ食堂』だった。お世辞にも美味しいとは言えないお店に行くという企画であり、楽しみにしていた小栗はもちろん、カガリPや矢部もあまりの味に不満や怒りを漏らしていた。
2016年6月にカガリPが営業部に異動した事から、事実上コーナー終了となった。

## 必修ダンス 帰れまSTEP
2012年度から中学校の保健体育でダンスが必修科目になったことを受け、メンバーが中学生という設定でダンスにおける基本的なステップに挑戦する。講師はEXILEのTETSUYA、E-girlsが担当。
講師によるレッスンのあと、事前に決められた順番で1人ずつステージで課題となるダンスを披露。課題は毎回異なる4種類のステップが複合されている。きちんと踊れていると判定されれば次の人へ、失敗と判定されればステージ上に炭ガスが吹き付けられ1人目からやり直し。全員クリアで終了となる。本家同様クリアするまで帰ることは許されない。
当初はめちゃイケメンバー全員による団体戦だったが、のちに対抗戦（ダンス上級者の岡村と重盛がリーダー、転校生となるゲストも加えた5人チームによる対決orめちゃイケチーム対ゲストチームの対決）へ変更。交互にダンスを披露し、5人連続クリアで帰宅できる。大久保は歌舞伎メイクをし、「助六」の名前で参加している。
2013年1月5日放送分の正月SPはチームで失敗してしまったメンバーに対し、剣道部員に竹刀で頭を叩かれるという、5月6日放送分は「集中寺」の和尚（火の竜）に警策で肩を強打される罰ゲームが追加された。
ダンス課題は番組終了した現在も「復習ダンス」としてホームページで公開されている。

## クイズめちゃイケ
『スーパースター岡村感謝祭 めちゃイケNo.1決定戦』（2013年6月29日放送の『ガリタ食堂に月9が参戦 夏に食べたいもんSP!!』）で、珍解答を出して岡村を怒らせた（という設定の）大道具・アートフレームのスタッフに、めちゃイケ赤DVDを自腹で購入させ、そのDVDの中から問題が出題されるミニコーナー。
スタッフ以外にも、EXILE編に関連して関口メンディー（GENERATIONS from EXILE TRIBE）、武田杏香（E-girls）が、モーニング娘。編 に関連して生田衣梨奈・工藤遥（いずれもモーニング娘。）ら現役モーニング娘。が答えている。『クイズダービー』の解答者席がベース。

## めちゃギントン→めちゃギントン2
「集中寺」に続くゲームコーナー。2013年6月1日放送開始。タイトル・設定は同じくフジテレビ、BSフジ他一部の系列局で放送されているイギリスのアニメ『チャギントン』（『Go! Go! チャギントン』内）のパロディで、オープニングで本家の映像が使われる、オープニング曲の替え歌が流される、ゲームの音楽にオープニング曲の一部が使われる他、メンバーも登場キャラクターを模した衣装とローラーシューズを着用している。「七人のしりとり侍」、「ダジャレ人間ゴン」、「単位上等!爆走数取団」、「只今参上!色とり忍者」、「集中寺」に続くめちゃイケの6代目（リズムゲームに限れば4代目）のゲームコーナーである。
メンバーとしては、ジャルジャルと敦士が新たに参加している一方、初期メンバーであり、これまでのゲームコーナーに参加していた武田真治と新メンバーの三中元克、女性メンバーは不参加となっている。
2014年11月8日から「めちゃギントン2」として内容がリニューアルされ（スタジオセットやルールはこれまで通りだが、罰ゲーム時では「太リーマン」を乗せた「エメリー」のシャッターから「ナマハゲー」が入退場する時の扉に変更された）、めちゃギントンが好きでゲームに自信がある子供50人（後に60人）の「めちゃギントン チビッコ連合軍」がスタジオに集まり、その中からメンバーが挑戦者を4人選んでゲームを行う。2015年1月10日放送分から、チビッコ連合軍の中に子供に扮した大人ゲストが混ざっており、子供と共にゲームに参加する。
2014年にはスマートフォン向けにこのコーナーを基にした知育ゲームが配信された。

### ルール
最初のゲームではウィルソン(矢部)が「それじゃあみんな行くぜ！オレたち電車は？」「(全員)ガタンゴトン！」「めちゃギントンで」「ガタンゴトン！」「レッツライド！」「(全員)レッツライド！」と掛け声をかけてスタート。2回目以降は前ラウンドの敗者が「レッツライド！」と掛け声をかけ「レッツライド！」と返してスタートする（「♪♪♪」の中に「ぎおん」も表示）。
リズムに合わせて「めーちゃギントン!」コールの後に前の解答者がお題を出し、次の解答者が、そのお題の鳴き声や状態を表す擬音、人名ならオノマトペに聞こえるフレーズ、映画、アニメ、ドラマ名なら印象的なSEやフレーズで回答。2015年5月23日放送分では、アメリカの大学を卒業した関根麻里の提案で、英語のお題は英語のオノマトペで答えるルールが追加された。答えたら同じ要領で次の解答者にお題を出し、それを繰り返す。正誤判定は、出演者同士での合議制となっている。また、しりとり、数取、色とりでは、お題から回答の間に2拍の間があったが、めちゃギントンではお題と回答の間に間が無い為、瞬時のひらめきと回答が必要となり、難易度が上がっている一方、お題を出すには数とり、色とりよりも間が長いからか2つのゲームでよく見られたお題ミスは少なくなった。
良いオノマトペで答えると青文字で「Alright!」、難解なお題を答えると赤文字で「Fantastic!」のテロップが出され、それ以外でも特別なテロップが出される場合がある。また、難解なお題の事を「特急券」と呼ぶ。
誤答、リズムを間違える、お題や解答を言えなかったり噛む、答えが無いお題 を出すとアウトとなる。その場合、答えのテロップを出す部分には赤い文字で解答が表示されるが答えを言えなかったり余りにも意味不明だと「×××」や「???」と表示された。

### アウトの場合

#### シーズン1
アウトになると、発車のベルが鳴り響いて駅員に捕まり、「太リーマン」（平均体重が110kgと言われる肥満体型のサラリーマン風の男性、ただし第4回は『ショムニ』の江角マキコ風、第5回と第15回は『EXILE』のHIRO風、第6回は清須会議風、第7回はふなっしー風のコスプレやメイクをしている）の集団（計20人）が乗る満員電車「ギューギュートレイン」（車両のデザインは『チャギントン』のキャラ、「エメリー」を模している）に強引に押し込められ、揉みくちゃにされた揚句外に放り出される。また、第10回・第12回・第13回は放送日がスペシャル回であったため、酔客化していた。なお、第14回ではローラが「女性を乗車させると流石にセクハラになる」ということで相棒の淳が身代わりで乗せられるルールとなった。テロップは「出発進行・○○（×両目）」と表示される。○○にはアウトになったプレイヤーの名前が、×には罰ゲームを受けた通算回数が入る。例として「出発進行・ピート（3両目）」だとピート（岡村）がシーズン1において3回目の罰ゲームということになる（シーズン2以降は使われていない）。
第16回のみ特殊で、「女性格闘家専用車両」からランダムに下車してくるオフィススーツ姿の女性格闘家 から技をかけられる内容となる。
この罰ゲームは過去のゲームコーナー同様本番までメンバーにも隠されていた。罰ゲーム時のBGMは、1回目から4回目までは「グリグリおじさん」（下町兄弟）、5回目から15回目まで（第10回を除く）「Choo Choo TRAIN」（EXILE）の替え歌で、歌っているのはものまねお笑いコンビのダブルネームが担当している。ただし第10回は、その回のゲストゴールデンボンバーの「女々しくて」、第16回はSMAPの「ダイナマイト」が使われた。何回か負けると、太リーマンからSuica（JR東日本の交通系ICカード）に似た赤いICカード「Yabaca（ヤバカ）」を首に掛けられることがあり、それをセット内のカードリーダーにかざすと、モニターに「その人にとってヤバい写真や画像」が表示される。これは、数取団の「マル秘写真」や色とり忍者の「秘伝の書」の後継ルール。bgmは回により異なる。

#### シーズン2
アウトになると、発車のベルが鳴り響いて扉を開け、ハリセンを持ったなまはげ軍団の「ナマハゲー」が乱入し。間違えた解答者が大人ならハリセンで叩かれ、子供なら威嚇しながら襲うが、捕まらなければ逃げても良い。2015年2月21日放送分からは間違えた解答者が壁に寄せられ、リーダー格のナマハゲーが全力で突進して来る壁ドンで迫った後、間違えた事に対する謝罪やプライベートに関する謝罪を要求され、謝罪後に大人なら頭(謝罪しない場合は頬)を叩かれ、子供ならそのまま退場する。また、「Yabaca」は廃止された。その他のルールは同じ。

### コーナー終了の経緯
コーナーのオープニングで「子供たちの間でゲームが流行っている」旨が説明されるなど人気を誇っていたものの、フジテレビ全体の経費削減による番組改変に伴い数取団、色とり忍者と同様、2015年11月21日の放送分をもって事実上打ち切りとなり、自然消滅の形でコーナー終了。後続のゲームコーナーも最終回まで設けられなかった為、めちゃイケのゲームコーナーシリーズは「しりとり侍」から通算して15年 の歴史に幕を下ろした。リズムゲームとしては企画終了から6年後の2021年から「新しいカギ」にて「キレてるよ!マッチョゲーム」「山田哲人チェンジ」が行われたが、いずれも単発で終了している。
ダジャレ人間ゴン、色とり忍者、集中寺と同様、めちゃイケ終盤でも復活しなかった。ただし2018年1月2日の72時間ホンネの旅にて敦士がチャッツワースの格好で登場した。

### 列車達
ウィルソン・ヒロユキ - 矢部浩之
シーズン1：4両、シーズン2：1敗、合計：5敗　勝率:95.15% (6位)
- シーズン1後期ではウィルソン衣装を着た赤ちゃん人形を背負っていた。特に凡ミスが多い。
- 1回目で、「パン」を答える時、「も」と余計な一言を言ってしまい1敗目。
- 9回目では、「ターミネーター」を「ダッダダダダダッ」と言ってしまい2敗目。他のメンバー曰く「(ターミネーターという作品を)見てねーな」。
- 13回目では、「チャイム」を「カンカンカン」と言ってしまい3敗目。
- 14回目でも、「チャイム」を「カンキンコンカン」と間違え、ホッジと並ぶ4敗目となった。
- シーズン2の8回目ではブルースターからの「Cat」を「キス」と聞き間違えたのか「チュチュチュ えっ？」と答えて通算5敗目。

ブルースター・コウジ - 加藤浩次
シーズン1：7両、シーズン2：3敗、未公開1回、合計：10敗　勝率:90.3% (最下位)
- 太リーマンとよく乱闘する。また、こういったゲームがとても好きらしく初期はキャラ作りが完璧だった。しかし成績としてはこれまでのゲームコーナー同様あまり良くなかった。
- 3回目では「注射」、「点滴」を「チューチューチュー」「心電図」を「ドゥンパーン」と言ってしまい、一気に3敗を喫することとなった。
- 6回目では、「パンチ」を「パッチャッシャッ」と、言ってしまったうえ、手を使い誤魔化していた。
- 8回目では、「アラレちゃん」を「んちゃ!」と言ったが、「んちゃは挨拶」とメンバーに指摘され、「朝も昼も晩も、んちゃと言います！」と言ったが、オルウィンに「朝昼晩はおはこんばんちはですよ」と論破され、ピートに次ぐ2人目の5敗目となった。
- 9回目では、「イルカ」を「んーんー」と言ってしまい、いつものように言い訳をしていたが、奇跡的にヘルメットにハエが止まり、他のメンバーに「(ヘルメットにハエが止まるほどなのだから)もうアウトでしょ」と言われ、理不尽な理由でピートと並ぶ6敗目となった。
- 10回目（未公開）では、「剣道」を「メーン!メーン!」と言い、「メーンは擬音でなく声」と指摘されたが、「メーンって言ってないよ、メﾏーンだ。」と言うも通じず、最多の7敗目となった。
- ちなみに4回目では、本編ではカットされていたがめちゃイケ総集編回の未公開シーンとしてブルースター浩次VS太リーマンのシーンが放送されていたので更に1敗している。

チャッツワース・アツシ - 敦士
シーズン1：1両、シーズン2：1敗、合計：2敗　勝率:98.06% (2位)
- 合計2敗の強者。一方シーズン2ではナマハゲーに「プライベートで謝らせることがない」ことを謝らされることもあった。
- 2回目で、「すずむし」を「ぢゅーぢゅーぢゅー」と言ってしまい、1敗目。

ホッジ・ジュンペイ - 後藤淳平
シーズン1：4両、シーズン2：0敗、合計：4敗、免れ4回　勝率:96.12% (4位)
- 劇団員という設定。実はシーズン1ではさらに2ミス(当日ゲストの大泉洋を負かす流れからかやり直しになったため罰ゲームなし)、シーズン2でも1敗しているがお蔵入りにされているため合計7敗である。ここではオンエアされた部分を記録として扱う。
- 1回目で、「ヘリコプター」を「プルンプルンプルン」と言い、1敗目。
- 2回目で、「ヒット」を「ポンポンポン」と言い、ピートと並ぶ2敗目。ヒットもホームランの擬音は「カキーン」
- 7回目で「うなぎ」という簡単な問題を「うわ！パクパク」と言ってしまい3敗目。他メンバーからも「パクパクはない」と呆れられた。
- 12回目では村上ショージからの「右腕」「左足」という奇怪なお題に油断してしまったのか「悪の道(正解はズルズル)」を答えられず、4敗目。

オルウィン・シンヤ - 有野晋哉
シーズン1：0両、シーズン2：2敗、合計：2敗) 勝率:98.06% (2位)
- シーズン1は全勝という快挙を成し遂げるがシーズン2で2敗したことで1位を逃した。
- シーズン2の4回目では「東野幸治」に答えられずシーズン1から数えて遂に初の敗北。ちなみに正解は「チリチリ」。
- シーズン2の9回目では「かき氷」を「ぼん こいん」と言ってしまい、他のメンバーから「ジジイやん！」といじられるが、本人は「(本家チャギントンにおいてオルウィンは)ババアのキャラです」と反論していた。

ムタンボ・フクトク - 福徳秀介
シーズン1：1両、シーズン2：0敗、合計：1敗　勝率:99.03% (1位)
- 後述のココに「猫」のお題しかほとんど出されず、合計1敗というのはそれが原因。そして唯一の敗北理由は9回目でお題「ゴリラ」を噛んでしまうというこのゲームでは珍しいお題ミスであった。また、リズム感が無い上滑舌が悪く、シーズン2ではキッズにきつねをキズと間違えられ「滑舌悪すぎません？」とまで言われた。

ココ・マサル - 濱口優
シーズン1：3両、シーズン2：1敗、合計：4敗　勝率:96.12％ (4位)
- 先述通りムタンボに「猫」のお題ばかり出すが、本人は良い戦績だった。
- 2回目では｢靴｣を｢パシパシペシ｣と答え、初のアウトとなった。
- 8回目では「雪」を「コンコンコン」と答えるが、「雪はシンシン」だと言われ、本人も納得してしまっていた。
- 15回目では｢ボールペン｣を｢ポッ｣と余計な一言をつけてしまい乗車された。

ピート・タカシ - 岡村隆史
シーズン1：7両、シーズン2：3敗、合計：10敗、巻き添え乗車1回勝率:90.3% (最下位)
- 初期は響きが似ているからかビートたけしのモノマネで進行していた。また、これまでのゲームコーナーに比べると勝率は悪かった。
- 1回目では「天ぷら」を、「じゃっじゃっじゃっ」と答え、このゲーム初のアウトを喫した。また、簡単なお題｢ゴリラ｣を｢ドンドンドン｣と答え2敗目を喫した。
- 2回目の放送では「ラッパ」を「・・プッ・・プッ」と答えるが「拍数が少ない」と指摘されて3敗目。その後、「(この後楽器関連のお題が出た時)拍数の少なさを指摘するのはなし」と約束したものの、「ドラム」を「ドン・・ドン・・」と答えた際またも「拍数が少ない」と言われ、当時ダントツ最多の4敗目を喫してしまうことに。
- 8回目の放送で「ビール瓶」を「キュッキュッキュッ」と答える。これは、当時岡村がクラブDJの最中にビール瓶を投げつけられ、怪我をしたことをいじるためのもので、その前に「ビュンパリパカ」などの流れがあった。結局「世間を騒がせた罰」として乗車。そしてこの時、ゲストのふなっしーにちなんで「たかっしー」というキャラクターが生まれる。

めちゃギントンのゲストは第3回、第4回、第12回から第14回までは「他の路線から来た皆が憧れるスター列車」という設定で実在する新幹線や列車の扮装で出演する。第5回から第11回まで、第15回以降のゲスト（第7回のふなっしーを除く）は、駅を訪れた客やサラリーマンという設定で基本的にスーツ姿で出演する。

### サブタイトル
※『』はコーナーの最後に記された一文。
| 回 | 放送日         | サブタイトル                                                                             | ゲスト | メンバーのアウト回数                                  |
| -- | -------------- | ---------------------------------------------------------------------------------------- | --- | ----------------------------------------------------- |
| 1  | 2013年6月1日   | ピートじいさんの教え 『みんなも学校や会社でやってみよう!!』                              | - | ピート(2両) ホッジ(1両) ウィルソン(1両)               |
| 2  | 2013年6月29日  | ピートじいさんのラッパ 『会社や学校でやってみよう!!』                                    | - | チャッツワース(1両) ココ(1両) ホッジ(1両) ピート(2両) |
| 3  | 2013年7月20日  | ブルースターの試練                                                                       | 風間俊介（当時ジャニーズJr.）（1両） 児嶋一哉（アンジャッシュ）（1両）                                                                                         | ブルースター（3両）                                   |
| 4  | 2013年8月10日  | 安田新幹線が暴走 『ローラーシューズは慎重に!!』                                          | 三浦翔平（1両） 安田顕（2両） 鈴木浩介（0両） |                                                       |
| 5  | 2013年10月12日 | AKIRAは変な人?                                                                           | TAKAHIRO（EXILE）（1両） AKIRA（EXILE）（1両） | ピート(1両)                                           |
| 6  | 2013年11月9日  | 清須会議未公開シーン?                                                                    | 大泉洋（1両） | ブルースター（1両）                                   |
| 7  | 2013年11月23日 | ふなっしーのともだち? 『たかっしーは人気出ないやろ!!』                                   | ふなっしー（1両） | ホッジ(1両) ピート(1両)                               |
| 8  | 2013年11月30日 | 坂上忍が壊れる? 『来年も忙しくなりますよ!!』                                             | 坂上忍（2両） | ココ(1両) ブルースター（1両）                         |
| 9  | 2013年12月7日  | お台場再上陸大作戦? 『めちゃイケはアホ大歓迎!!』                                         | 遠藤章造（ココリコ）（2両） 田中直樹（ココリコ）（0両） | ウィルソン(1両) ブルースター（1両）                   |
| 10 | 2014年1月4日   | やっぱりテレビって楽しいぜ!! 『未公開映像も近日放送!!』 『Yabacaは絶対いらん!!(未公開)』 | 鬼龍院翔（ゴールデンボンバー）（1両） 喜矢武豊（ゴールデンボンバー）（2両） 歌広場淳（ゴールデンボンバー）（1両） 樽美酒研二（ゴールデンボンバー）（3両）      | ムタンボ（1両） ブルースター（1両）                   |
| 11 | 2014年1月25日  | 尊敬する中居正広さんへ!? 『頑張った千賀を許してあげて!!』                                | 横尾渉（Kis-My-Ft2）（0両） 宮田俊哉（Kis-My-Ft2）（1両） 二階堂高嗣（Kis-My-Ft2）（1両） 千賀健永（Kis-My-Ft2）（2両） 北山宏光（Kis-My-Ft2）（0両）          | ‐                                                     |
| 12 | 2014年3月1日   | 開局55周年で何を言う～!!                                                                 | 明石家さんま（1両） 村上ショージ（0両） ジミー大西（2両） | ホッジ(1両)                                           |
| 13 | 2014年4月12日  | 淳とローラで団結せよ!!                                                                   | 田村淳（ロンドンブーツ1号2号）（2両） ローラ（1両） | ウィルソン(1両)                                       |
| 14 | 2014年5月3日   | タカトシ20年目の危機!?                                                                   | タカ（タカアンドトシ）（2両） トシ（タカアンドトシ）（0両） | ウィルソン(1両) ピート(1両)                           |
| 15 | 2014年5月17日  | 新メンバーだけでも心配ないさ? 『EXILEも帰ったら手を洗おう!!』                            | 岩田剛典（EXILE）（2両） 白濱亜嵐（EXILE）（2両） 関口メンディー（EXILE）（1両） 山本世界（EXILE）（1両） 佐藤大樹（EXILE）（1両）                             | ココ(1両) ピート(巻き添え)                            |
| 16 | 2014年7月5日   | 強い電車と弱い電車                                                                       | 中居正広（当時SMAP）（2両） 草彅剛（当時SMAP）（1両） 稲垣吾郎（当時SMAP）（2両） 山崎弘也（アンタッチャブル）（0両） 森脇健児（ノーミス） 島田ひでとし（1両） |                                                       |

| 回 | 放送日         | サブタイトル                                                                 | ゲスト |
| -- | -------------- | ---------------------------------------------------------------------------- | --- |
| 1  | 2014年11月8日  | 恐怖のバツゲーはナマハゲー!? 『ゲームをしたら外で体を動かせ!!』              | - |
| 2  | 2014年11月15日 | チビッコの発想に芸人が学ぶ!?                                                 | - |
| 3  | 2015年1月10日  | ナイナイ祝25周年も出発進行!!                                                 | 中居正広（当時SMAP）（2敗）                                                                                                   |
| 4  | 2015年1月31日  | 泣いたら終わり!笑ってGo!!                                                    | 光浦靖子（オアシズ）（1敗） 大久保佳代子（オアシズ）（0敗） 鈴木紗理奈（0敗） 白鳥久美子（たんぽぽ）（0敗） 雛形あきこ（0敗） |
| 5  | 2015年2月21日  | ナマハゲーは女性の憧れ!?                                                     | 小林麻耶（元TBSアナウンサー）（1敗）                                                                                          |
| 6  | 2015年3月14日  | 得意技「こけし」でギャラゲット!? 『ギャラは10円でいいね!!』                  | 真壁刀義（2敗） 本間朋晃（2敗）                                                                                               |
| 7  | 2015年4月4日   | 笑って泣いて最後は笑顔!!                                                     | 8.6秒バズーカー（1敗） クマムシ（1敗） 江頭2:50（1敗）                                                                        |
| 8  | 2015年5月23日  | 関根おやこの新ルール!? 『無敗のゲストは初めて!!』                            | 関根勤（0敗） 関根麻里（0敗）                                                                                                 |
| 9  | 2015年11月21日 | ダコタとホランとやる気のSHELLYが今夜ツメ跡を残しました? 『ツメ跡残したな!!』 | ダコタ・ローズ（0敗） SHELLY（1敗） ホラン千秋（1敗）                                                                         |

## 人気者たかっしーが行く!
2013年11月30日開始。前述「めちゃギントン」2013年11月23日放送分で誕生した、一頭身ゆるキャラ・ふなっしーに似せて作ったゆるキャラ「たかっしー」の中に岡村が入り、マネージャー役の矢部・加藤・有野・福徳が紹介する仕事をこなしていくコーナー。行く先々では濱口と後藤が「たかっしーのファン」に扮し絡んでくる。
たかっしーの目と口はマジックテープで剥がれる様になっており、そこから手を出したり顔を覗かせて直接話をしたり、手を出したりすることもできる。
本家のふなっしーとの共演歴がある他、ビートたけしが演じる「たけっしー」が登場したこともある。

## めちゃユルアニメ （仮）兎マサル
メインのコーナーの間に流れるショートアニメ。タイトルには「（仮）」が付いているが、これが正式タイトル。サブタイトルは『笑う夜には福来たるってマジっすか!?』。同局の『めざましテレビ』で放送されているアニメ『紙兎ロペ〜笑う朝には福来たるってマジっすか!?〜』のパロディ作品で、めちゃイケメンバーをモデルにしたキャラクターが登場し、その本人が声を担当して雑談風のトークを行う。

### 登場キャラクター
マサル
濱口をモデルにした紙兎。高校2年生。毎回「カトー電器店」の前でタカシ先輩と遊んでいる。
タカシ先輩
岡村をモデルにした紙ザル。高校3年生。マサルは後輩であるが、よくからかわれている。
ニシ
フジテレビ大道具の西健太郎をモデルにしたマンモス。高校1年生で、マサルとタカシのパシリ。
フクトク
福徳をモデルにしたネコ。高校1年生。
アリノ
有野をモデルにしたラマ。「ラマ課長」とも呼ばれる。カトー電器店の隣でクリーニング屋を営んでいる。
イガラシ先輩
オリジナルキャラクターのイノシシ。タカシとマサルの先輩で、怒らせると恐い元番長。タカシとマサルは「ガラシ先輩」と呼んでいる。卒業後は「お台場の業界人」になっている。
マエダ先輩
オリジナルキャラクターのリス。タカシとマサルの先輩。タカシとマサルは「マエダマエダ先輩」と呼んでいる。
ガリタ
『ガリタ食エスト』のキャラクター。同じくゲームに登場する「エービースー」の女性を侍らせて商店街をウロウロしている。
ロペ
『紙兎ロペ〜笑う朝には福来たるってマジっすか!?〜』の兎のキャラクター。服装と眉毛の太さ以外はマサルと同じ。
アキラ先輩
『紙兎ロペ〜笑う朝には福来たるってマジっすか!?〜』のリスのキャラクター。マサルとタカシ先輩に先輩風を吹かせながら激怒する。

## 情報ライブ オカネ屋
『情報ライブ ミヤネ屋』のパロディコーナー。岡村扮する「オカネ誠司」が司会、永島優美アナウンサーがアシスタント、その他メンバーとゲストがパネラーとなり、出演者のお金にまつわる極秘情報に切り込んでいく。
元々はめちゃユルにて矢口真里が出演した際のパロディ企画（矢口は本家「ミヤネ屋」で復帰出演をしている）をコンセプトを変えて輸入したものである。
オカネは本家・宮根誠司に寄せるためにかなり研究しているらしく、宮根の癖や口調からオープニングでの大阪の日常に関する話、フロアADに対する叱咤なども忠実に再現しており、宮根もオンエアを見た後のミヤネ屋において「自分が向こうに寄せてるように感じるので困る」とコメントしている。2016年2月に本家ミヤネ屋でも、「オカネ屋」とよばれるコーナーが開始された（ただし内容はめちゃイケとは関係ない）。
2016年7月9日・9月3日放送分では、矢部がオカネ屋クルーとして取材していた番組冒頭をフリに、岡村紛する老い目の家主が住むというお台場のゴミ屋敷からなぜかブレイクしていない芸人（＝ゴミ芸人）を発掘する演芸企画「ゴミ芸人屋敷」として放送。7月9日はとろサーモン、TEAM近藤、ティーアップ、ピーマンズスタンダードが、9月3日はかまいたち、ななめ45°、2700、インデペンデンスデイ、プラス・マイナスが出演。第1回は同7月1日付でフジテレビ営業局に人事異動された明松功の送別会を兼ねており、最後にエスパー伊東が登場し、明松功とともにゴミ運送車で運ばれるオチで締め括った。

## ほんとにあったフジ縛霊の怖い話
『ほんとにあった怖い話』のパロディコーナー。お台場の外れにある立ち飲みバル「FUJI BAKUREI」を舞台に、以前にフジテレビの番組・企画・スタッフに対し酷い言動や仕打ちをされ怨みを持った芸人・タレントを「フジ縛霊」と称し、そのエピソードを再現ドラマで紹介。本人からそれらに対する怨みを語ってもらう。また、一部では逆にフジ縛霊の家族やスタッフがめちゃイケメンバーから恐怖を感じた体験が紹介されることもある。
矢部・濱口・大久保は店員、岡村は常連客の「岡村部長」、加藤・光浦・ジャルジャルはその部下として聞き手に回る。また、有野・後藤・たんぽぽは「フジ縛霊」の一員としても登場する。
「フジ縛霊」のメンバーには梶原雄太（キングコング）、板倉俊之（インパルス）などの「某扉」メンバー、はんにゃ、藤崎マーケットなどの「某カーペット」「某劇場」メンバー、千鳥などの「某定理」メンバーなどが出演する。上記番組以外ではめちゃイケ新メンバーオーディションファイナリストのダイノジやトミドコロ、元アイドリング!!!メンバー（朝日奈央・大川藍・酒井瞳・横山ルリカ）も出演する。
元々はゼロテレビ「めちゃ×2ユルんでるッ!」内の企画「ヤミっていいとも!」「真冬の超常現象SP」「本当にあったゼロ縛霊の怖い話」、及び27時間テレビでの「お台場のカイダン 本当にあったフジ縛霊の怖い話」が元となっており、また、「めちゃユル」準レギュラーのトータルテンボスも「フジ縛霊」の一員として加わっている。また、ゼロテレビでは「めちゃ×2タメしてるッ!」にて「フジ縛霊予選会」を実施し、優勝した久保田和靖（とろサーモン）が本放送に出演した。

## 空き時間っす!→日本一責任をとりたくない男
「やべっち寿司」のリメイクコーナー。岡村扮するチャラいプロデューサーこと「E村P（モデルは当時のめちゃイケプロデューサー・飯村徹郎）」が収録の空き時間に絡んでいく。めちゃイケのコンセプトである「攻める」にちなんでか、コーナーのBGMには「攻めていこーぜ!（斉藤和義）」が使われている。
当初はめちゃイケメンバーの楽屋に行き、最近のプライベートな話題を起点に絡んでいたが、その後はフジテレビの社員食堂でメンバー3人が食事休憩しているところにカレーを持って乱入。その後、近くのテーブルにいた有名人に対しめちゃイケに出演してもらうよう交渉するという体でトークを行う。
2016年12月3日からは飯村がCPに昇格したことを受け「E村サラリーマン日記　日本一責任をとりたくない男」へとリニューアル。E村のキャラクターもコンプライアンスを気にしすぎるキャラへと変化し、「問題があったら責任を取るのは番組で一番偉い俺だ」ということから、E村がゲストの持ちギャグやスタンスを「コンプライアンス的にアウト」と難癖をつけてわざと変えていこうとするコーナーに変わった。
その後、2017年6月に行われたフジテレビの異動により飯村CPも編成局に異動しめちゃイケスタッフを卒業したため、2017年8月19日放送分で最終回を迎える。最終話後には編成局で働くE村のもとへめちゃイケメンバーが訪れたが、そこではCP時代とはうって変わってスーツ姿で真面目に働くE村がいた。また、これまで番組では一切姿を見せなかった本物の飯村も出演した。

## クイズ自分ショック
2016年11月19日放送分より開始。「クイズ$マジオネア」から続く暴露コーナー。タイトルやセット（時計台は本コーナー開始前に、2016年10月8日放送分の『めちゃイケ20周年記念抜き打ち中間テスト』で使用している）、システムは『クイズタイムショック』のパロディ。
岡村扮する「ドナルド・オカンプ（元ネタはアメリカのドナルド・トランプ。この当時、大統領第一期時代。）」司会の下、ルーレットで選ばれたレギュラーの1人が挑戦する。また、第3回以降には偽の打ち合わせをしている（いた）芸能人（主にお笑い芸人）を選び、「オカンプガード」と呼ばれる屈強な男たちによって強制連行されて挑戦する。オカンプの両隣には外国人美女がいる。
問題は1問につき6秒、1分で10問出題され、全問正解出来れば賞金100万円獲得。問題も9問目までは「自分の生年月日」「自分のコンビ名」など本人であれば非常に簡単な問題だが、最終問題「魔の10問目」には即答するには相当の覚悟がいる、本人が秘密にしていた事柄に関する問題が出され、そのまま答えることができずチャレンジ失敗となってしまう。
チャレンジ終了後は改めて正解の確認（真相の発表）を行う。その中で、内容が女性への度が過ぎたアプローチなどだった場合は、スマートフォン写真加工アプリ「SNOW (アプリケーション) 」風のカチューシャ「オカンプSNOW」を付けて謝罪を兼ねた写真撮影をするが、オカンプのスイッチによってカチューシャにショックが与えられるお仕置きとなっている。
ちなみにオカンプに対し歯向かうような発言をした場合は、「オカンプショック」として座っている席に電流が流れるようになっている。

## パチモンさりな with Tの尺とったったー!
2017年6月10日放送分より開始。メンバーがいるところや宣伝を兼ねてゲストとトークをしている所に、ブルゾンちえみ風のメイクとコスプレをした「パチモンさりな」が「with T」ことたむらけんじを従え、メンバーやゲストに絡んでいく。
元々、紗理奈は素人時代にたむらと一時期交際しており、2007年にはやべっち寿司にて紗理奈が「芸能人になる前に真剣交際していた相手」として実名告白をしたが、その衝撃度や両者とも夫・妻がいたことから厳重な緘口令が敷かれ封印されていた。だが、2013年に両者とも離婚したことにより番組内で事実を解禁。その際に両者がよりを戻すか否かたむらが告白する企画を設けた。結果は紗理奈が断ったものの両者の関係は仲良くなり、たむらも番組やゼロテレビに度々出演してエピソードを披露しており、本コーナーはその延長線上である。